# BTS
BTS (tiếng Hàn: 방탄소년단; Romaja: Bangtan Sonyeondan), còn được gọi là Bangtan Boys, là một nhóm nhạc nam Hàn Quốc do Big Hit Entertainment thành lập vào năm 2010 và bắt đầu quản lý vào năm 2013. Nhóm bao gồm 7 thành viên: Jin, Suga, J-Hope, RM, Jimin, V và Jungkook, họ đều là những người tham gia đồng sáng tác và sản xuất phần lớn các sản phẩm âm nhạc của họ. Khởi đầu là một nhóm nhạc hip hop, phong cách âm nhạc của nhóm đã dần phát triển để thể hiện nhiều thể loại đa dạng; trong đó ca từ của họ thường đề cập đến vấn đề sức khỏe tinh thần, những rắc rối của tuổi học đường và tuổi thành niên, sự mất mát, hành trình hướng tới tình yêu bản thân và chủ nghĩa cá nhân. Ngoài ra, các sản phẩm của họ còn thường đề cập đến khái niệm văn học và tâm lý học, đồng thời bao gồm một cốt truyện vũ trụ song song.
BTS ra mắt vào năm 2013 với album đĩa đơn 2 Cool 4 Skool. Họ lần lượt phát hành album phòng thu tiếng Hàn đầu tiên Dark & Wild và album phòng thu tiếng Nhật Wake Up vào năm 2014. Album phòng thu tiếng Hàn thứ hai Wings (2016) là album đầu tiên của nhóm bán được 1 triệu bản tại Hàn Quốc. Đến năm 2017, BTS thâm nhập vào thị trường âm nhạc toàn cầu và dẫn đầu làn sóng Hàn Quốc vào Hoa Kỳ, trở thành nhóm nhạc Hàn Quốc đầu tiên được Hiệp hội Công nghiệp Ghi âm Hoa Kỳ (RIAA) trao chứng nhận Vàng cho đĩa đơn "Mic Drop" cũng như là nghệ sĩ Hàn Quốc đầu tiên dẫn đầu bảng xếp hạng Billboard 200 của Hoa Kỳ với album phòng thu Love Yourself: Tear (2018). Năm 2020, BTS trở thành một trong số ít nhóm nhạc kể từ The Beatles có được 4 album quán quân tại Hoa Kỳ trong vòng chưa đầy 2 năm với Love Yourself: Answer (2018) trở thành album Hàn Quốc đầu tiên được RIAA trao chứng nhận Bạch kim; cùng năm, họ cũng trở thành nghệ sĩ Hàn Quốc đầu tiên đạt vị trí số 1 trên cả hai bảng xếp hạng Billboard Hot 100 và Billboard Global 200 với "Dynamite"—đĩa đơn được đề cử giải Grammy. Các đĩa đơn kế tiếp bao gồm "Savage Love", "Life Goes On", "Butter" và "Permission to Dance" đã đưa họ trở thành nghệ sĩ nhanh nhất tích lũy được 4 đĩa đơn quán quân tại Hoa Kỳ kể từ Justin Timberlake vào năm 2006.
Tính đến  năm 2023, BTS là nghệ sĩ bán chạy nhất trong lịch sử Hàn Quốc theo Circle Chart với hơn 40 triệu bản album bán ra. Album phòng thu Map of the Soul: 7 (2020) của nhóm là album bán chạy nhất tại Hàn Quốc cũng như album đầu tiên tại Hàn Quốc bán được hơn 4 và 5 triệu bản. Họ là nghệ sĩ châu Á và không nói tiếng Anh đầu tiên tổ chức các buổi hòa nhạc cháy vé tại sân vận động Wembley và sân vận động Rose Bowl thuộc khuôn khổ Love Yourself World Tour năm 2019, đồng thời được Liên đoàn Công nghiệp ghi âm Quốc tế (IFPI) vinh danh là Nghệ sĩ thu âm toàn cầu của năm trong cả năm 2020 và 2021. Các giải thưởng của nhóm bao gồm nhiều giải American Music Awards, Billboard Music Awards, Golden Disk Awards và năm đề cử giải Grammy. Ngoài âm nhạc, họ còn phát biểu tại 3 phiên họp của Đại Hội đồng Liên Hợp Quốc và hợp tác với UNICEF vào năm 2017 để thành lập chiến dịch chống bạo lực Love Myself. Xuất hiện trên trang bìa tạp chí Time với tư cách là "Những nhà lãnh đạo thế hệ tương lai" và được mệnh danh là "Những chàng hoàng tử nhạc Pop", BTS còn được vinh danh trong danh sách 25 nhân vật có tầm ảnh hưởng lớn nhất trên mạng xã hội (2017–2019) và 100 nhân vật có tầm ảnh hưởng lớn nhất thế giới (2019) của Time. Năm 2018, họ trở thành những người trẻ tuổi nhất từng được Tổng thống Hàn Quốc trao tặng Huân chương Văn hóa nhờ những đóng góp của nhóm trong việc lan tỏa văn hóa và ngôn ngữ Hàn Quốc.
Ngày 14 tháng 6 năm 2022, nhóm thông báo tạm ngừng hoạt động nhóm để các thành viên có thể thực hiện nghĩa vụ quân sự bắt buộc trong 18 tháng, với dự định tái hợp vào năm 2025. Jin, thành viên lớn tuổi nhất nhóm, nhập ngũ vào ngày 13 tháng 12 năm 2022; các thành viên còn lại lần lượt nhập ngũ vào năm 2023.

## Tên gọi
BTS là từ viết tắt của Bangtan Sonyeondan (tiếng Triều Tiên: 방탄소년단; Hanja: 防彈少年團). Theo thành viên J-Hope, cái tên biểu thị cho mong muốn của nhóm về việc "ngăn chặn những định kiến, chỉ trích và sự kỳ vọng nhắm vào thanh thiếu niên như những viên đạn". Tại Nhật Bản, BTS được gọi là Bōdan Shōnendan (防弾少年団 Bōdan Shōnendan) với cùng cách dịch tương tự. Tháng 7 năm 2017, BTS thông báo rằng tên của nhóm cũng sẽ là từ viết tắt của Beyond the Scene như là một phần trong bộ nhận diện thương hiệu mới của nhóm. Điều này mở rộng ý nghĩa cho tên của nhóm để bao hàm khái niệm về sự phát triển "từ một thanh thiếu niên bước vào độ tuổi trưởng thành, mở ra những cánh cửa trên con đường phía trước".

## Lịch sử

### 2010–2014: Hình thành và phát triển

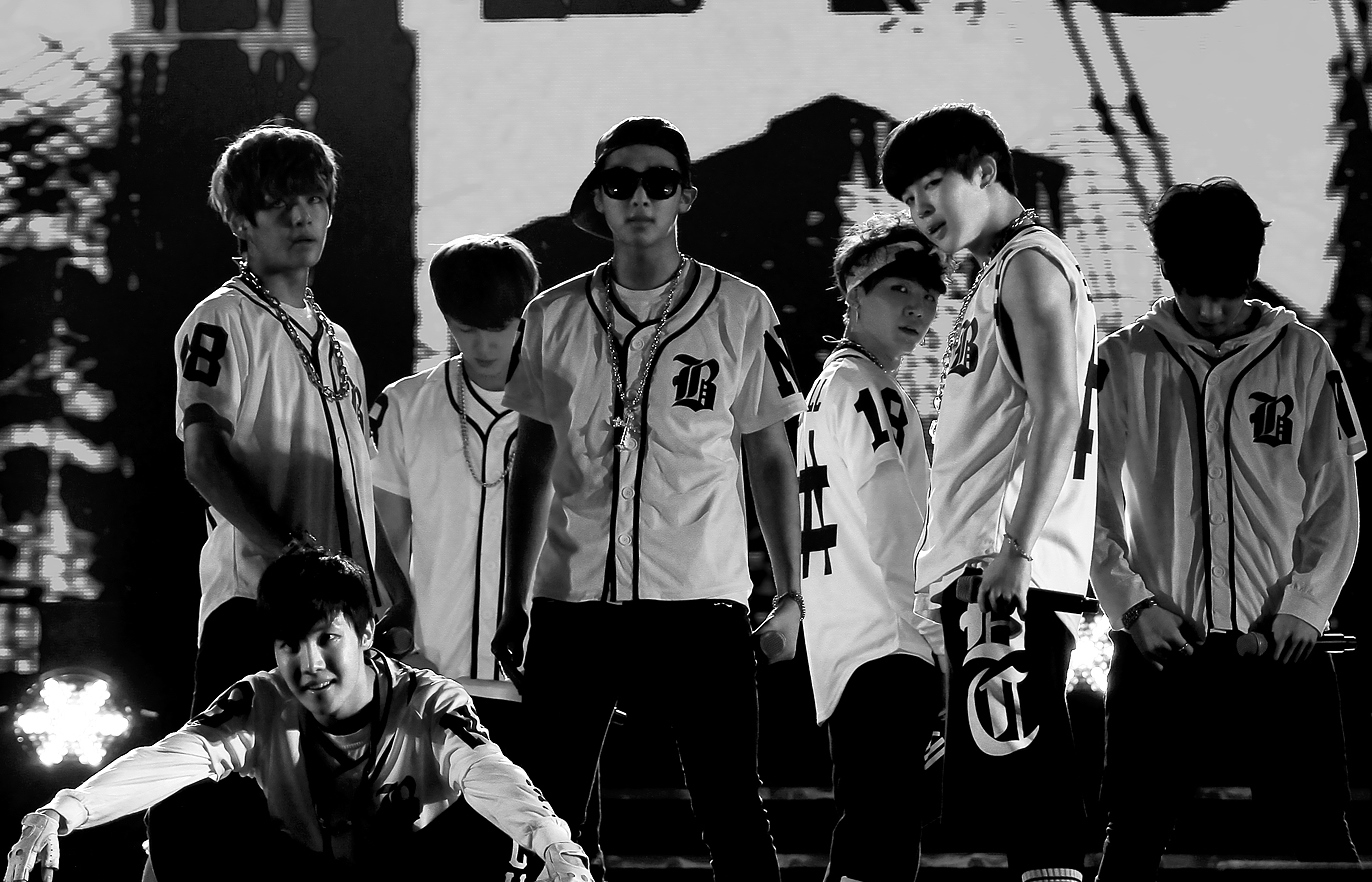
BTS biểu diễn tại Incheon Music Center vào năm 2013.

BTS được lên kế hoạch thành lập vào năm 2010 sau khi CEO Bang Si-hyuk của Big Hit Entertainment mong muốn thành lập một nhóm nhạc hip hop với thành viên chủ chốt là RM (Kim Nam-joon), một rapper nổi tiếng thuộc giới underground ở Seoul. Vào thời điểm đó, doanh số bán album đang sụt giảm và doanh thu nhạc trực tuyến vẫn chưa thực sự đủ cao để bù đắp. Nhận thấy nhu cầu về đa dạng hóa nguồn thu nhập, Bang Si-hyuk quyết định thành lập một nhóm nhạc thần tượng vì tiềm năng cho các buổi biểu diễn trực tiếp và sự ủng hộ nhiệt tình từ người hâm mộ của những nhóm nhạc này. Nhiều thực tập sinh sớm từ bỏ cơ hội ra mắt khi biết mình sẽ trở thành thành viên của một nhóm nhạc thần tượng, nhưng J-Hope, RM và Suga vẫn chọn ở lại. Bang Si-hyuk chọn hướng đi khác biệt với các nhóm nhạc thần tượng thông thường và thành lập một nhóm nhạc mà trong đó mỗi thành viên có thể là các cá nhân thay vì một tập thể, cho phép họ tự do thể hiện bản thân. Nhiều buổi thử giọng được tổ chức vào năm 2010 với kế hoạch ra mắt vào năm sau. Các thành viên trong nhóm sống cùng nhau, luyện tập 15 giờ mỗi ngày và lần đầu tiên xuất hiện trước công chúng vào năm 2013.
 —Suga, tạp chí Time.
Ngày 12 tháng 6 năm 2013, BTS phát hành album đĩa đơn đầu tay 2 Cool 4 Skool với bài hát chủ đề "No More Dream", nhưng không mấy thành công. Mặc dù vậy, theo Kathy Sprinkel trong cuốn sách của cô về BTS, đĩa đơn này "phản ánh sự lo lắng của giới trẻ khi đối mặt với những kỳ vọng cao cả của cha mẹ. [...] Cụ thể hơn, họ có quan điểm riêng và không ngần ngại thể hiện những chủ đề bị xem là điều cấm kỵ trong xã hội Hàn Quốc cũng như những nơi khác." Album ra mắt trong top 5 trên Gaon Music Chart của Hàn Quốc. Trong 2 Cool 4 Skool, BTS sử dụng dòng nhạc hip hop cổ điển mang âm hưởng từ những năm 1990. Sản phẩm sau đó được quảng bá trên các chương trình âm nhạc Hàn Quốc, thu hút sự chú ý của giới phê bình và khán giả.
Tháng 9 năm 2013, BTS phát hành phần thứ hai trong chuỗi album "chủ đề học đường" là mini album O!RUL8,2? với đĩa đơn "N.O". Tương tự như 2 Cool 4 Skool, sản phẩm xoay quanh chủ đề về học sinh phải chịu nhiều áp lực và cần hy sinh ước mơ cũng như khát vọng của bản thân. Cùng tháng, BTS tham gia chương trình thực tế Rookie King: Channel Bangtan của SBS MTV, trong đó có các thành viên tái hiện lại các chương trình như VJ Special Forces và MasterChef Korea. Cuối năm, BTS được công nhận với nhiều giải Nghệ sĩ mới của năm tại Hàn Quốc.

### 2014–2017

#### Skool Luv Affairvà chuyến lưu diễn đầu tiên

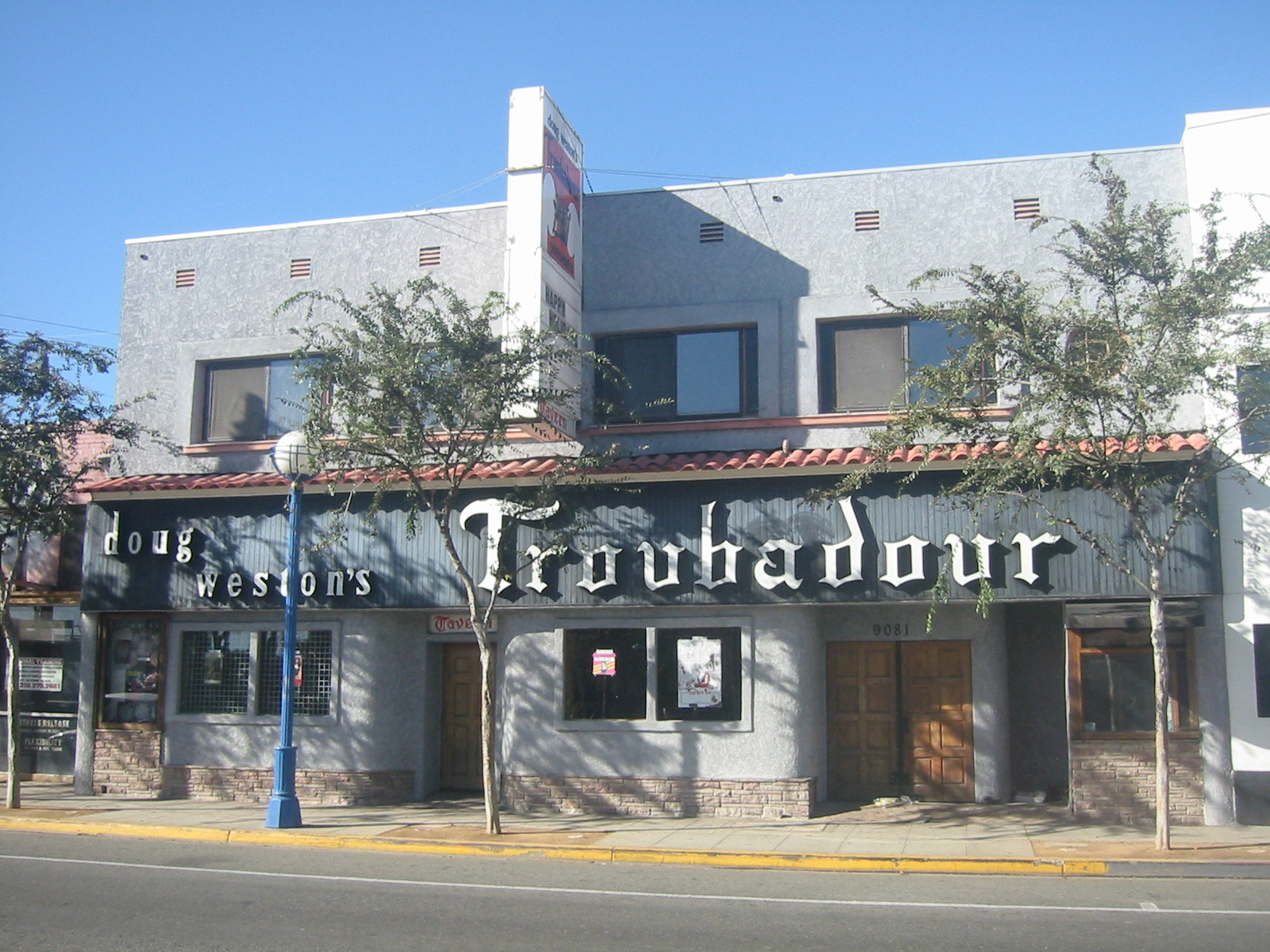
Bên ngoài câu lạc bộ đêm Troubadour (ảnh chụp năm 2006), địa điểm tổ chức buổi hòa nhạc miễn phí của BTS ở Hoa Kỳ.

Phần cuối cùng trong chuỗi album "chủ đề học đường", mini album Skool Luv Affair được phát hành vào tháng 2 năm 2014. Sản phẩm dẫn đầu bảng xếp hạng Gaon Album Chart và đánh dấu sự xuất hiện đầu tiên của BTS trên bảng xếp hạng World Albums của Billboard, đạt vị trí cao nhất là hạng 3. Mini album bao gồm 2 đĩa đơn "Boy in Luv" và "Just One Day". Sau khi phát hành Skool Luv Affair, BTS tổ chức buổi gặp gỡ người hâm mộ đầu tiên tại Seoul và công bố A.R.M.Y. là tên gọi chính thức cho cộng đồng người hâm mộ của nhóm. Tháng 7 năm 2014, BTS lần đầu tiên biểu diễn tại Hoa Kỳ với buổi hòa nhạc miễn phí ở Tây Hollywood và vào tháng 8, nhóm tham gia lễ hội âm nhạc KCON ở Los Angeles.
Tháng 8 năm 2014, BTS phát hành album phòng thu tiếng Hàn đầu tiên Dark & Wild và đạt vị trí thứ hai  tại Hàn Quốc. Album bao gồm 2 đĩa đơn "Danger" và "War of Hormone". BTS khởi động chuyến lưu diễn đầu tiên 2014 BTS Live Trilogy Episode II: The Red Bullet kể từ tháng 10 đến tháng 12. Nhóm phát hành album phòng thu tiếng Nhật đầu tiên Wake Up vào tháng 12 cùng năm, đạt vị trí cao nhất là hạng 3 trên bảng xếp hạng Oricon Albums Chart. Sau khi phát hành album, BTS khởi động chuyến lưu diễn Nhật Bản đầu tiên 1st Japan Tour 2015 Wake Up: Open Your Eyes vào tháng 2 năm 2015. The Red Bullet Tour bắt đầu vào ngày 17 tháng 10 năm 2014 tại Hàn Quốc được khởi động vào ngày 6 tháng 6 năm 2015 ở Malaysia và lưu diễn ở Úc, Bắc Mỹ và Mỹ Latinh trước khi kết thúc ở Hồng Kông vào tháng 8 cùng năm. Tổng cộng, toàn bộ chuyến lưu diễn thu hút 80.000 khán giả tại 18 thành phố của 13 quốc gia.

#### Đột phá và thành công thương mại
BTS bắt đầu thử nghiệm các thể loại âm nhạc khác ngoài hip hop trong The Most Beautiful Moment in Life, Pt. 1 được phát hành vào năm 2015. BTS muốn thể hiện vẻ đẹp và nỗi lo lắng của tuổi trẻ thông qua cụm từ "花樣年華" (tiếng Triều Tiên: 화양연화; Romaja: Hwayangyeonhwa), còn được hiểu theo một cách thức để định nghĩa "tuổi trẻ" là "khoảnh khắc đẹp nhất trong cuộc đời". Album đóng vai trò là phần giới thiệu cho chuỗi album "chủ đề học đường" của nhóm, một bộ ba album kể về những cuộc đấu tranh của những người trẻ tuổi. Bài hát chủ đề "I Need U" là một bản hit hàng đầu trong top 5 ở Hàn Quốc và mang về cho nhóm giải thưởng đầu tiên trên chương trình âm nhạc tại The Show của SBS MTV. Đĩa đơn "Dope" (tiếng Triều Tiên: 쩔어; Romaja: Jjeoreo) đứng thứ 3 trên bảng xếp hạng World Digital Song Sales của Billboard và video âm nhạc của bài hát đạt hơn 100 triệu lượt xem trên YouTube. Nhóm bắt đầu mở rộng The Red Bullet Tour vào tháng 6 với chuyến lưu diễn 2015 Live Trilogy Episode II: The Red Bullet, lưu diễn tại nhiều thành phố trên khắp châu Á, châu Đại Dương, Bắc Mỹ và châu Mỹ Latinh. Phiên bản tiếng Nhật của "For You" với phiên bản tiếng Nhật của "War of Hormone" và "Let Me Know" được phát hành vào ngày 17 tháng 6 năm 2015 và nhanh chóng dẫn đầu bảng xếp hạng hàng ngày của Oricon.

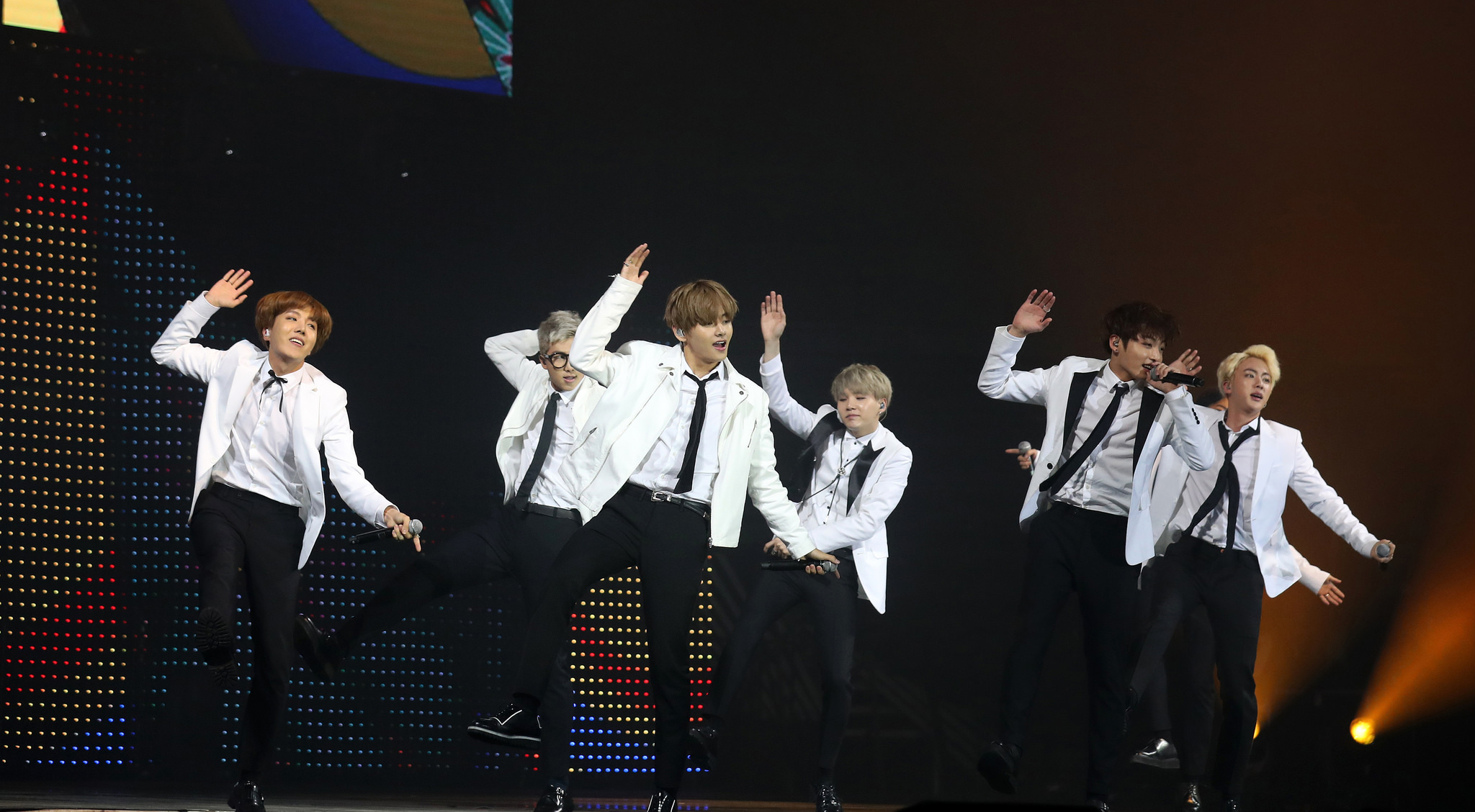
BTS biểu diễn tại KCON France ở Paris vào ngày 2 tháng 6 năm 2016.

Tháng 11, BTS khởi động chuyến lưu diễn thứ ba 2015 BTS LIVE "The Most Beautiful Moment in Life: On Stage" với 3 buổi hòa nhạc cháy vé ở Seoul và sau đó được mở rộng sang Nhật Bản. Nhóm phát hành mini album thứ tư The Most Beautiful Moment in Life, Pt. 2 vào ngày 30 tháng 11. Về mặt chủ đề, album tập trung nhiều hơn vào khía cạnh nghiêm túc và suy đoán của tuổi trẻ, đề cập đến việc theo đuổi thành công, sự cô đơn, tình cảm với cội nguồn của bản thân và nỗi đau khổ của thế hệ trẻ do những điều kiện bất lợi trong xã hội hiện nay. Mini album dẫn đầu bảng xếp hạng hàng tuần của Gaon Album Chart và Billboard World Albums. Sản phẩm cũng đánh dấu sự xuất hiện đầu tiên của nhóm trên bảng xếp hạng Billboard 200 ở vị trí số 171 trong 1 tuần với 8 bài hát trong album ra mắt trên bảng xếp hạng World Digital Songs Sales của Billboard.
Album tổng hợp tiếng Hàn đầu tiên cũng như phần cuối cùng trong chuỗi album "chủ đề tuổi trẻ" của nhóm là The Most Beautiful Moment in Life: Young Forever được phát hành vào ngày 2 tháng 5 năm 2016. Với 300.000 bản album đặt trước, album bao gồm 3 đĩa đơn mới "Epilogue: Young Forever", "Fire" và "Save Me", lần lượt ra mắt trong top 3 trên Billboard World Digital Charts. Album dẫn đầu bảng xếp hạng hàng tuần của Gaon Album Chart tại Hàn Quốc trong 2 tuần liên tiếp và đạt vị trí số 107 trên Billboard 200. The Most Beautiful Moment in Life: Young Forever đoạt giải Album của năm tại Melon Music Awards năm 2016. BTS bắt đầu mở rộng chuyến lưu diễn 2016 BTS LIVE "The Most Beautiful Moment in Life On Stage: Epilogue" kể từ tháng 5 đến tháng 8 năm 2016. Vé xem cho 14 buổi biểu diễn tại 10 thành phố trên khắp châu Á đều cháy vé, trong đó có một số địa điểm được bán hết chỉ trong vòng 5 giây.

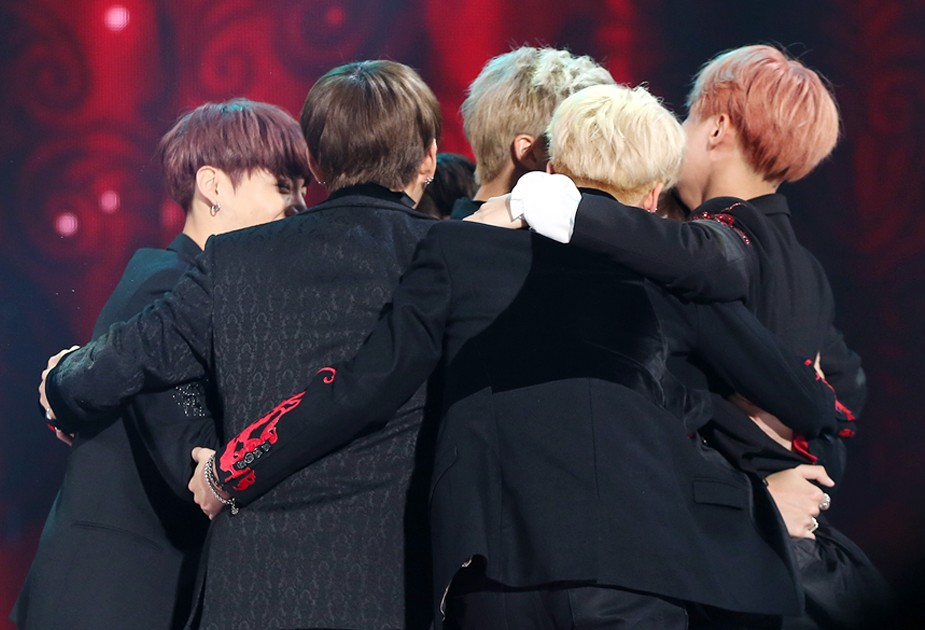
BTS lần đầu tiên đoạt giải Daesang trong hạng mục Album của năm tại Melon Music Awards lần thứ 8 vào ngày 19 tháng 11 năm 2016.

Tháng 9 năm 2016, BTS phát hành album phòng thu tiếng Nhật thứ hai Youth. Album bán được 44.547 bản trong ngày đầu tiên phát hành và đạt vị trí số 1 trên Oricon Daily Album Chart. Youth sau đó nhận được chứng nhận Vàng với hơn 100.000 bản album bán ra tại Nhật Bản. Nhóm phát hành album phòng thu tiếng Hàn thứ hai Wings vào tháng 10, kết hợp những câu chuyện về tuổi trẻ được thể hiện trong chuỗi album "chủ đề tuổi trẻ" trước đó cùng sự cám dỗ và nghịch cảnh. Album và tất cả các bài hát của album, bao gồm đĩa đơn "Blood Sweat & Tears" nhanh chóng vươn lên dẫn đầu 8 bảng xếp hạng âm nhạc, bao gồm cả Gaon Music Chart và dẫn đầu bảng xếp hạng album iTunes ở 23 quốc gia. Wings ra mắt ở vị trí số 26 trên Billboard 200 với 16.000 đơn vị album tương đương ở Hoa Kỳ trong tuần đầu tiên phát hành, thành tích cao nhất trong lịch sử đối với một album K-pop vào thời điểm đó. Đây là một trong những album bán chạy nhất trong lịch sử Gaon Album Chart.

#### You Never Walk AlonevàLove Yourself: Her
Tháng 2 năm 2017, BTS phát hành album tái bản You Never Walk Alone của Wings. Với 700.000 bản album đặt trước (tăng so với 500.000 bản của Wings), album phá vỡ hầu hết kỷ lục về doanh số album bán chạy nhất trong 1 tháng tại Hàn Quốc và đạt 1,49 triệu bản album bán ra vào cuối tháng. "Spring Day" là bài hát chủ đề của album và đoạt giải Bài hát của năm tại Melon Music Awards năm 2017. Chuyến lưu diễn thế giới thứ hai 2017 BTS Live Trilogy Episode III: The Wings Tour của BTS được khởi động vào tháng 2. Trong chuyến lưu diễn, BTS biểu diễn tại các đấu trường ở Hoa Kỳ, chẳng hạn như Trung tâm Prudential của New Jersey và Trung tâm Honda của California. Toàn bộ vé xem cho chặng diễn tại Bắc Mỹ được bán hết trong vòng vài giờ và phải bổ sung thêm 2 buổi hòa nhạc. Sau khi hoàn thành chặng diễn tại Bắc Mỹ, BTS tham dự Billboard Music Awards lần thứ 24 vào tháng 5 và đoạt giải Nghệ sĩ mạng xã hội hàng đầu với tư cách là nhóm nhạc K-pop đầu tiên đoạt giải Billboard.

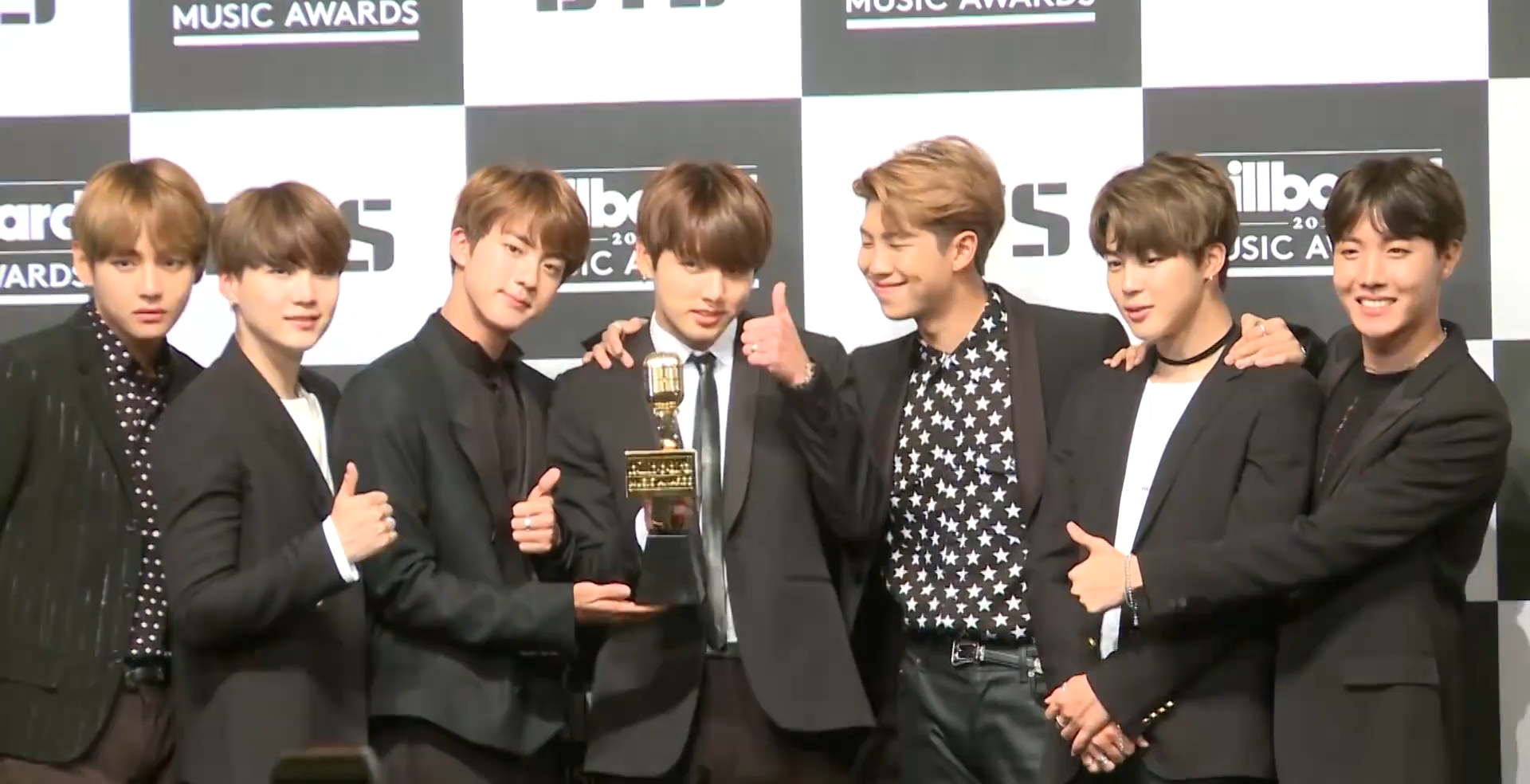
BTS trong buổi họp báo ở Seoul, Hàn Quốc sau khi đoạt giải Nghệ sĩ mạng xã hội hàng đầu tại Billboard Music Awards lần thứ 24 vào ngày 29 tháng 5 năm 2017.

BTS phát hành phiên bản remake cho bản hit "Come Back Home" (1995) của Seo Taiji vào tháng 7 năm 2017, kết hợp ca từ mới trong khi vẫn tập trung vào chủ đề về sự biến đổi xã hội. Cuối năm, BTS bắt đầu thực hiện chuỗi album Love Yourself với chủ đề về sự giác ngộ của tình yêu bản thân thông qua cụm từ "起承轉結" (tiếng Triều Tiên: 기승전결; Romaja: Giseungjeongyeol), còn được gọi là "khai, thừa, chuyển, hợp", một cấu trúc tường thuật câu chuyện thành 4 phần bắt nguồn từ văn học Trung Quốc. BTS phát hành phần đầu tiên trong chuỗi album với mini album thứ năm Love Yourself: Her vào ngày 18 tháng 9. Bài hát chủ đề "DNA" của album được RM cho là "nâng vị thế của BTS lên tầm cao mới. Chúng tôi cố gắng áp dụng ngữ pháp và quan điểm mới." Anh chia sẻ về album, "Tôi có niềm tin rằng đây sẽ là điểm xuất phát cho chương thứ hai trong sự nghiệp của chúng tôi; sự khởi đầu trong chương thứ hai của chúng tôi." Về mặt âm nhạc, sản phẩm đóng vai trò là "một cuộc khám phá kép về khuynh hướng nhạc pop điện tử và hip hop của nhóm".

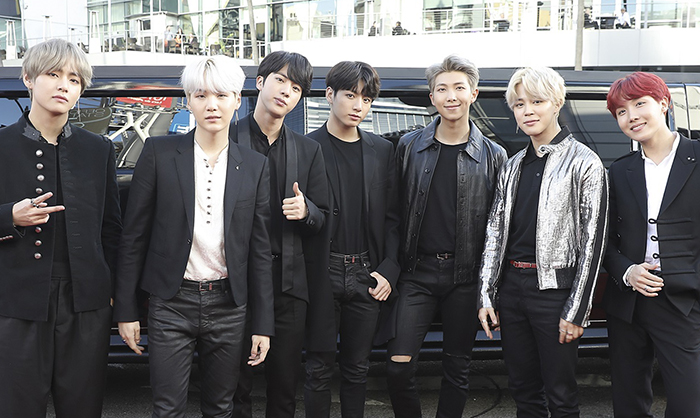
BTS tại American Music Awards lần thứ 45 trước khi thực hiện buổi biểu diễn đầu tiên trên sóng truyền hình Hoa Kỳ vào ngày 19 tháng 11 năm 2017.

Love Yourself: Her ra mắt ở vị trí số 7 trên Billboard 200. Album đạt hơn 1,6 triệu bản vào tháng 5 năm 2017, dẫn đầu bảng xếp hạng Gaon và là album đầu tiên sau 16 năm bán được hơn 1,2 triệu bản kể từ album thứ tư Chapter 4 (2001) của g.o.d. "DNA" được phát hành với mini album và video âm nhạc của bài hát vượt hơn 21 triệu lượt xem trong 24 giờ đầu tiên. Sản phẩm trở thành đĩa đơn đầu tiên của BTS trên Billboard Hot 100 ở vị trí số 85, đưa họ trở thành nhóm nhạc nam K-pop đầu tiên ra mắt trên bảng xếp hạng này. Đĩa đơn vươn lên vị trí số 67 vào tuần sau và trở thành bài hát có vị trí cao nhất trên Hot 100 cho bất kỳ nhóm nhạc K-pop nào. Phiên bản remix của "Mic Drop" trong album với sự hợp tác của Desiigner được phát hành dưới dạng đĩa đơn và đạt vị trí số 28, đánh dấu lần đầu tiên một nhóm nhạc K-pop ra mắt trong top 40. Cả hai đĩa đơn đều được Hiệp hội Công nghiệp Ghi âm Hoa Kỳ (RIAA) trao chứng nhận Vàng vào đầu năm 2018. "Mic Drop" nhận được chứng nhận Bạch kim tại Hoa Kỳ vào cuối năm 2018.
Tháng 11 năm 2017, BTS trở thành nhóm nhạc K-pop đầu tiên biểu diễn tại lễ trao giải American Music Awards. BTS đoạt giải Nghệ sĩ của năm tại Mnet Asian Music Awards lần thứ 19 vào tháng 12, nhận được giải thưởng này trong 2 năm liên tiếp. Nhóm phát hành "DNA" và "Mic Drop" với bài hát mới "Crystal Snow" tại Nhật Bản vào ngày 6 tháng 12. Sản phẩm dẫn đầu Oricon Chart trong tuần đầu tiên phát hành và là album duy nhất của một nghệ sĩ nước ngoài nhận được chứng nhận Bạch kim kép tại Nhật Bản vào năm 2017.
Cuối tháng 11, nhóm lần đầu tiên tham gia chương trình âm nhạc Nhật Bản vào khung giờ vàng trên Music Station Super Live và khép lại năm 2017 trên Dick Clark's New Year's Rockin' Eve.
Năm 2017, BTS hợp tác với UNICEF cho chiến dịch Love Myself nhằm chấm dứt vấn nạn bạo lực, lạm dụng và bắt nạt, đồng thời góp phần nâng cao lòng tự trọng và niềm hạnh phúc của những người trẻ tuổi. Cả Big Hit và nhóm đều cam kết chi trả để quảng bá chiến dịch. BTS cũng bày bán các mặt hàng hóa đặc biệt dành cho Love Myself và thiết lập nhiều gian hàng chuyên dụng tại các địa điểm tổ chức buổi hòa nhạc. Chiến dịch được tái ký vào năm 2021 với UNICEF chỉ ra sự thành công của chiến dịch.

### 2018–2020

#### Chuỗi albumLove Yourself
BTS đoạt giải Daesang tại Golden Disc Awards và Seoul Music Awards vào tháng 1 năm 2018. Tháng 3, nhóm phát hành bộ phim tài liệu Burn the Stage: The Movie bao gồm 8 tập được phát sóng độc quyền trên YouTube Premium, cung cấp cái nhìn hậu trường về chuyến lưu diễn Wings Tour năm 2017. Album phòng thu tiếng Nhật thứ ba Face Yourself của nhóm được phát hành vào ngày 4 tháng 4 và ra mắt trong top 5 trên bảng xếp hạng iTunes Albums của Hoa Kỳ. Đoạn phim ngắn Euphoria: Theme of "Love Yourself: Wonder dài 9 phút với bài hát "Euphoria" được phát hành vào ngày hôm sau như là đĩa đơn mở đường cho album phòng thu tiếng Hàn thứ ba Love Yourself: Tear của nhóm. BTS phát hành Love Yourself: Tear vào ngày 18 tháng 5 và tham dự Billboard Music Awards lần thứ 25 vào ngày 20 tháng 5, nơi nhóm thực hiện buổi biểu diễn đầu tiên cho bài hát chủ đề "Fake Love". Nhóm đoạt giải Nghệ sĩ mạng xã hội hàng đầu trong 2 năm liên tiếp. Theo trình tự tường thuật, album đại diện cho ký tự "轉" (jeon) hoặc "chuyển" của chuỗi câu chuyện, chạm đến sự giác ngộ quanh co của việc tìm kiếm tình yêu và động viên những người không có ước mơ.

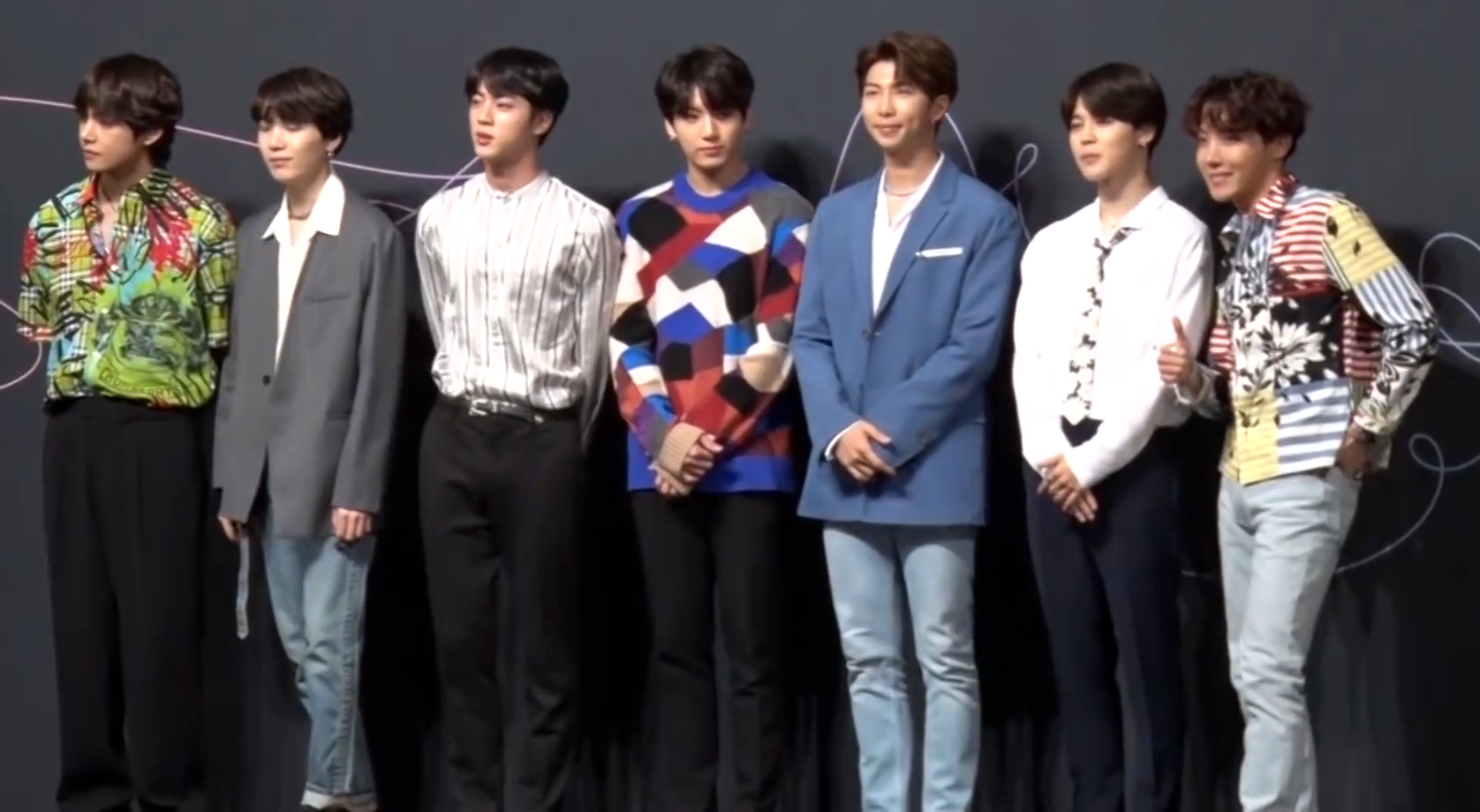
BTS tại buổi họp báo ra mắt Love Yourself: Tear vào ngày 24 tháng 5 năm 2018.

Love Yourself: Tear ra mắt ở vị trí số 1 trong tuần đầu tiên trên Billboard 200, trở thành album quán quân đầu tiên của BTS tại Hoa Kỳ và là album K-pop đầu tiên dẫn đầu bảng xếp hạng album tại Hoa Kỳ. Sản phẩm cũng trở thành album đầu tiên của BTS ra mắt trong top 10 ở Vương quốc Anh, đạt vị trí số 8 trên UK Albums Chart. "Fake Love" là đĩa đơn đầu tiên của BTS ra mắt trong top 10 trên Hot 100, đánh dấu lần đầu tiên một bài hát được thể hiện chủ yếu bằng ngôn ngữ ngoài tiếng Anh ra mắt trong top 10. BTS phát hành album tổng hợp tiếng Hàn thứ hai Love Yourself: Answer vào tháng 8 năm 2018. Album bao gồm bài hát chủ đề "Idol" và phiên bản nhạc số của bài hát hợp tác với nữ rapper Nicki Minaj.
Love Yourself: Answer bán được hơn 1,9 triệu bản trên bảng xếp hạng Gaon Album Chart vào tháng 8 năm 2018. Love Yourself: Answer là album quán quân thứ hai của BTS trên bảng xếp hạng Billboard 200 và dẫn đầu doanh số cao nhất tại Hoa Kỳ tính đến thời điểm đó với 185.000 đơn vị album tương đương. Tháng 11 năm 2018, Love Yourself: Answer trở thành album tiếng Hàn đầu tiên được RIAA trao chứng nhận Vàng. "Idol" và Love Yourself: Answer đều nhận được chứng nhận Bạch kim tại Hoa Kỳ với hơn 1 triệu bản bán ra.

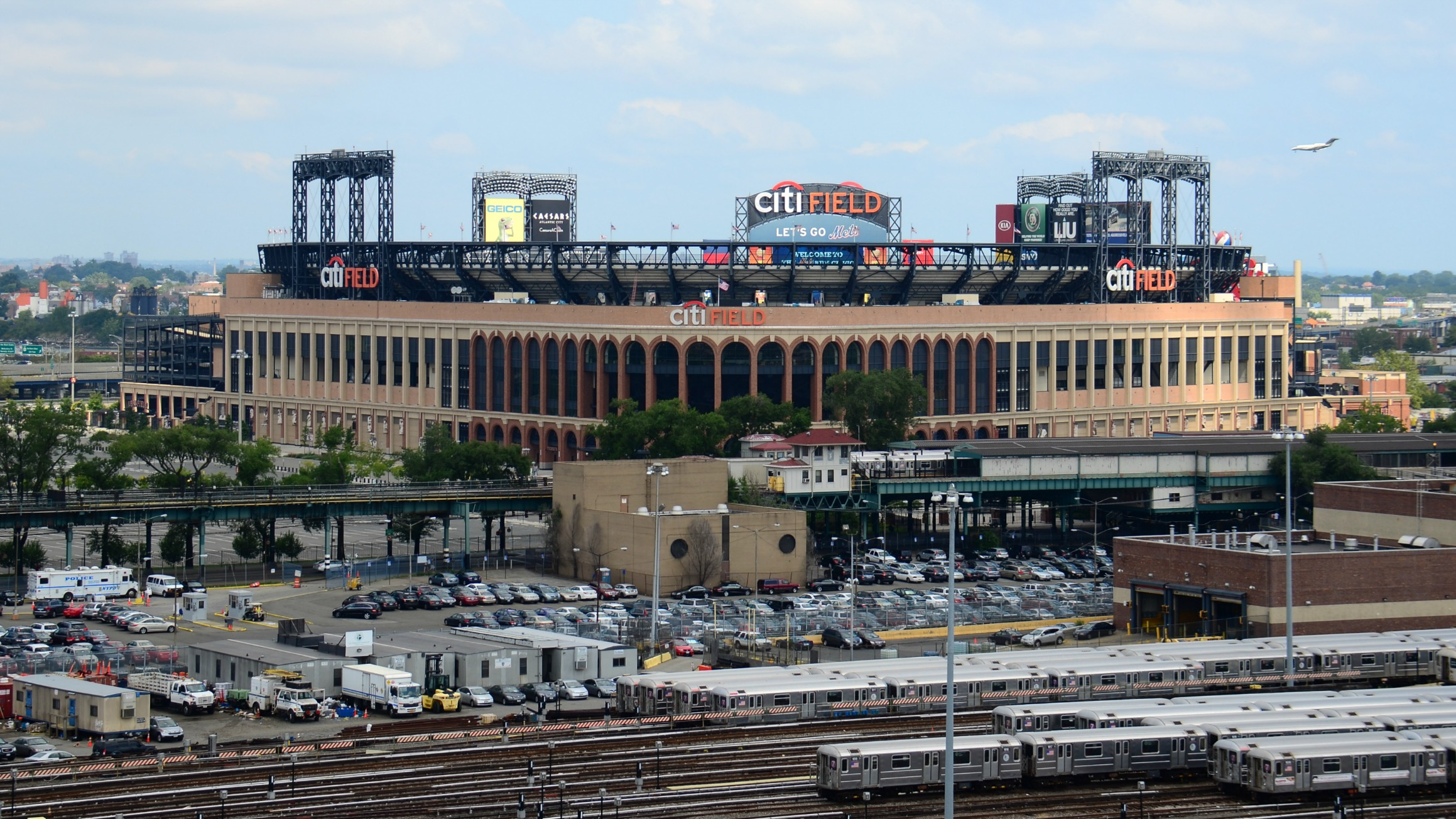
Sân vận động Citi Field của thành phố New York, địa điểm tổ chức buổi hòa nhạc đầu tiên của BTS tại một sân vận động ở Hoa Kỳ, toàn bộ 40.000 vé xem được bán hết chỉ trong vòng 20 phút.

Bên cạnh việc phát hành Love Yourself: Answer vào tháng 8 năm 2018, BTS khởi động chuyến lưu diễn thế giới thứ ba BTS World Tour: Love Yourself với 2 buổi hòa nhạc tại sân vận động Olympic Seoul, bán cháy vé chỉ sau vài giây cũng như những buổi biểu hòa nhạc khác trong số 22 buổi hòa nhạc ở 12 quốc gia. Tháng 10, BTS phát hành đĩa đơn "Waste It on Me" hợp tác với Steve Aoki, đây là đĩa đơn tiếng Anh đầu tiên của họ. Đối với điểm dừng cuối cùng của chặng diễn tại Bắc Mỹ, nhóm biểu diễn tại sân vận động Citi Field ở thành phố New York, trở thành nghệ sĩ Hàn Quốc đầu tiên biểu diễn tại một sân vận động ở Hoa Kỳ. Theo StubHub, BTS là nghệ sĩ có buổi hòa nhạc bán chạy thứ hai ngoài thị trường Hoa Kỳ chỉ sau Ed Sheeran. Tháng 10 cùng năm, BTS gia hạn hợp đồng với Big Hit Entertainment đến năm 2026.
Đầu tháng 11 năm 2018, một chương trình âm nhạc nổi tiếng của Nhật Bản đã hủy bỏ buổi biểu diễn của BTS vì chiếc áo phông mà một thành viên từng mặc vào năm trước, trên đó có in hình đám mây hình nấm sau vụ ném bom nguyên tử xuống Nagasaki. Cùng tháng, tổ chức nhân quyền của người Do Thái là Simon Wiesenthal Center (SWC) tuyên bố BTS cần phải gửi lời xin lỗi vì chiếc áo đó cũng như những trang phục và lá cờ mang biểu tượng của Đức Quốc Xã. Big Hit Entertainment đã lên tiếng xin lỗi, đồng thời giải thích rằng những hình ảnh này không nhằm mục đích gây tổn thương cho các nạn nhân của chủ nghĩa Quốc xã hoặc vụ ném bom nguyên tử và nhóm cùng công ty quản lý sẽ thực hiện các biện pháp để ngăn chặn những sai lầm trong tương lai. Họ cũng cho biết hình ảnh lá cờ được dùng với mục đích bình luận về hệ thống trường học Hàn Quốc. Lời xin lỗi này đã được SWC và Hiệp hội nạn nhân bom nguyên tử Hàn Quốc chấp nhận. Trong bài nghiên cứu của mình về BTS, John Lie nhận định rằng sự cố liên quan đến chủ nghĩa Quốc xã cho thấy họ không bị kiểm soát chặt chẽ giống như các nhóm nhạc K-pop khác, những nhóm mà mọi hành động dường như đều được lên kế hoạch sẵn, cũng như các thành viên BTS có chính kiến riêng và không ngần ngại bày tỏ chúng.
Tại lễ trao giải Mnet Asian Music Awards lần thứ 20, BTS đoạt giải Nghệ sĩ của năm và được bảng xếp hạng Billboard cuối năm vinh danh ở vị trí số 8 trong hạng mục Nghệ sĩ hàng đầu của năm và vị trí số 2 trong hạng mục Bộ đôi/Nhóm nhạc hàng đầu chỉ sau Imagine Dragons. Họ cũng được Bloomberg liệt kê là một trong 50 nhân vật có tầm ảnh hưởng lớn nhất trong năm vì "sẵn sàng bàn luận về các vấn đề xã hội, sức khỏe tâm thần và chính trị, mặc dù thuộc thể loại thường được mô tả là bubblegum pop".

#### Map of the Soul: Persona, chuyến lưu diễn thế giới tại các sân vận động vàBTS World
Tháng 2 năm 2019, BTS lần đầu tiên tham dự lễ trao giải Grammy. Tháng 4, tạp chí Time đã xếp họ vào danh sách Time 100, những người có ảnh hưởng nhất thế giới năm 2019. Mini album thứ sáu Map of the Soul: Persona của nhóm được phát hành vào ngày 12 tháng 4 với bài hát chủ đề "Boy with Luv" (tiếng Triều Tiên: 작은 것들을 위한 시; Romaja: Jageun geotdeureul wihan si) hợp tác với nữ ca sĩ người Mỹ Halsey. Sau khi phát hành mini album, nhóm biểu diễn trên Saturday Night Live với tư cách là nghệ sĩ K-pop đầu tiên tham gia chương trình. Map of the Soul: Persona là album tiếng Hàn đầu tiên đạt vị trí quán quân tại Vương quốc Anh và Úc và là album thứ ba của nhóm dẫn đầu bảng xếp hạng Billboard 200 trong vòng chưa đầy 1 năm. Map of the Soul: Persona sau đó trở thành album bán chạy nhất tại Hàn Quốc với hơn 3,2 triệu bản album bán ra trong vòng chưa đầy 1 tháng. "Boy with Luv" ra mắt ở vị trí số 8 trên Billboard Hot 100 vào tháng 4 năm 2019, vị trí cao nhất từ trước đến nay cho một bài hát K-pop.

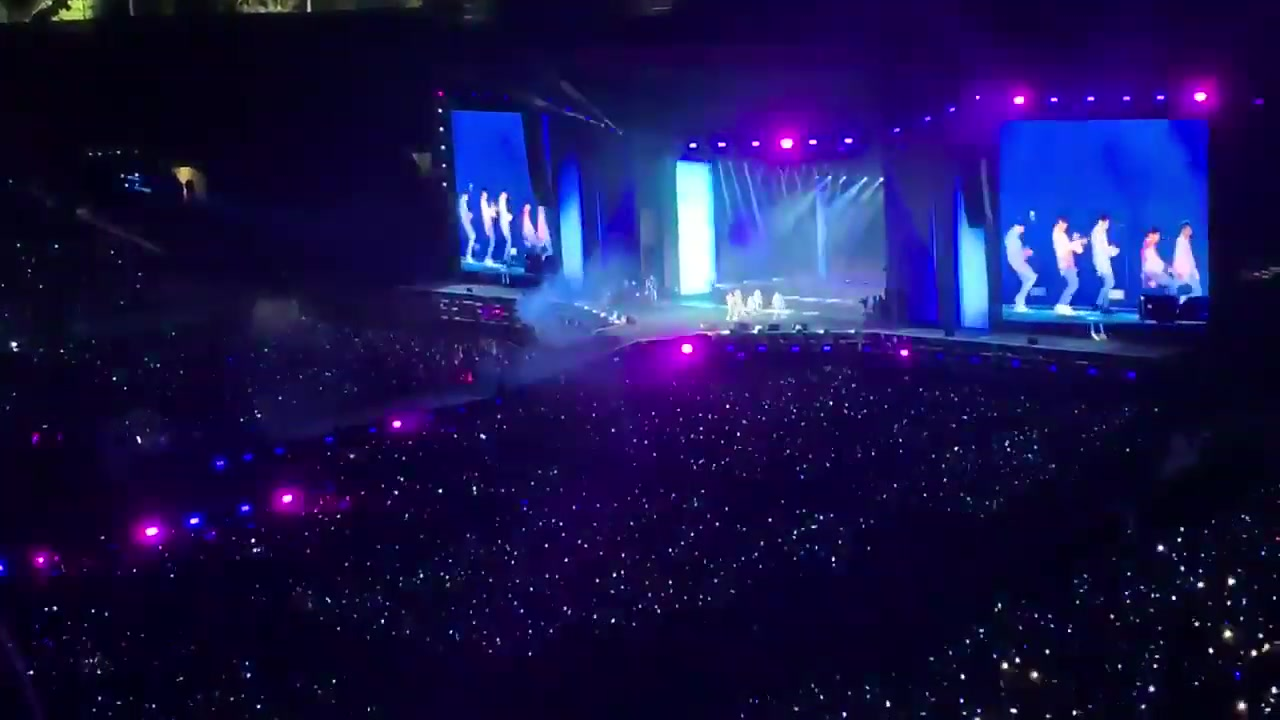
BTS biểu diễn tại sân vận động Rose Bowl ở Pasadena, California trước 60.000 người hâm mộ.

Sau khi chiến thắng 2 giải thưởng tại Billboard Music Awards lần thứ 26 vào tháng 5, bao gồm giải Bộ đôi/Nhóm nhạc hàng đầu, BTS khởi động chuyến lưu diễn mở rộng Love Yourself: Speak Yourself. Do lượng yêu cầu cao, BTS phải bổ sung thêm nhiều buổi hòa nhạc sau khi vé xem cho những ngày diễn đầu tiên được bán hết trong vòng 2 giờ. Trước khi phát hành trò chơi di động BTS World vào tháng 6, BTS phát hành "Dream Glow" hợp tác với Charli XCX, "A Brand New Day" với Zara Larsson và "All Night" với Juice Wrld. Nhóm phát hành đĩa đơn "Heartbeat" cùng video âm nhạc cho album nhạc phim BTS World: Original Soundtrack của trò chơi. Album nhạc phim được Gaon trao chứng nhận Bạch kim kép. BTS phát hành đĩa đơn tiếng Nhật thứ mười "Lights" vào ngày 3 tháng 7. Ngày 3 tháng 7, đĩa đơn "Lights" vượt hơn 1 triệu bản đặt trước, đánh dấu lần đầu tiên một nghệ sĩ nước ngoài đạt được thành tích này tại Nhật Bản kể từ Céline Dion vào năm 1995. "Lights" ra mắt ở vị trí số 81 trên Billboard Japan Hot 100 cho ấn bản ngày 8 tháng 7 năm 2019 và đạt vị trí số 1 vào tuần sau. Ngày 8 tháng 8, "Lights" được RIAJ trao chứng nhận Triệu với hơn 1 triệu bản bán ra.
Love Yourself: Her và Love Yourself: Tear vượt hơn 2 triệu bản album bán ra vào tháng 8. Cả ba sản phẩm thuộc chuỗi album Love Yourself đều bán được hơn 2 triệu bản cho mỗi album tại Hàn Quốc. Love Yourself: Tear nhận được chứng nhận đĩa Bạc tại Vương quốc Anh, trở thành album thứ ba của nhóm nhận được chứng nhận này sau Love Yourself: Answer và Map of the Soul: Persona. Đối với điểm dừng cuối cùng của chuyến lưu diễn mở rộng Love Yourself: Speak Yourself World Tour, nhóm biểu diễn tại sân vận động Olympic ở Seoul. BTS là nhóm nhạc có doanh thu lưu diễn cao nhất toàn cầu năm 2019 với doanh thu hơn 196 triệu USD. Cùng tháng, nhóm phát hành phiên bản remix của "Make It Right" hợp tác với Lauv. Tháng 11, BTS nhận được 3 giải thưởng tại American Music Awards năm 2019 trong hạng mục Chuyến lưu diễn của năm, Ban nhạc/Cặp đôi/Nhóm nhạc Pop/Rock được yêu thích nhất và Nghệ sĩ mạng xã hội được yêu thích nhất trong 2 năm liên tiếp.
Tháng 12, BTS tham dự lễ trao giải Melon Music Awards năm 2019 và Mnet Asian Music Awards năm 2019. Nhóm là nghệ sĩ đầu tiên trong lịch sử K-pop nhận được tất cả các giải Daesang từ cả hai buổi lễ, nhận được 4 giải Daesang từ mỗi chương trình. Tại lễ trao giải Golden Disc Awards lần thứ 34, BTS trở thành nghệ sĩ đầu tiên trong lịch sử đoạt giải Daesang ở cả hai hạng mục đĩa vật lý và nhạc số trong cùng năm. Map of the Soul: Persona được Nielsen Music vinh danh là album vật lý bán chạy thứ hai năm 2019 tại Hoa Kỳ chỉ sau Lover của Taylor Swift và được vinh danh ở vị trí số 6 trên bảng xếp hạng 10 album hàng đầu (tổng doanh số) tại Hoa Kỳ. BTS khép lại năm 2019 với tư cách là nhóm nhạc thành công thứ tư trong hạng mục Bộ đôi/Nhóm nhạc trên bảng xếp hạng Billboard 200 Artists của Billboard chỉ sau Queen, Imagine Dragons và The Beatles. Map of the Soul: Persona được Liên đoàn Công nghiệp Ghi âm Quốc tế vinh danh là album bán chạy thứ ba trên toàn cầu năm 2019, đưa BTS trở thành nghệ sĩ Hàn Quốc đầu tiên được vinh danh trong top 10 trên bảng xếp hạng Global Album Chart trong nhiều năm liên tiếp. IFPI vinh danh BTS là một trong những nghệ sĩ bán chạy nhất năm 2019 trong 2 năm liên tiếp, đưa họ trở thành nghệ sĩ không nói tiếng Anh đầu tiên đạt được thành tích này.

#### Map of The Soul: 7, "Dynamite" vàBe
Tháng 1 năm 2020, BTS phát hành đĩa đơn "Black Swan" cùng đoạn phim nghệ thuật biểu diễn múa đương đại do MN Dance Company tại Slovenia thực hiện dưới dạng đĩa đơn mở đường cho album phòng thu tiếng Hàn thứ tư Map of the Soul: 7. Theo nhà phân phối Dreamus, số lượng đặt trước của album đạt mức kỷ lục 4,02 triệu bản. Cuối tháng 1, BTS biểu diễn tại lễ trao giải Grammy lần thứ 62 và trở thành nghệ sĩ Hàn Quốc đầu tiên biểu diễn tại lễ trao giải này. Map of the Soul: 7 được phát hành vào ngày 21 tháng 2 trước sự đánh giá tích cực từ giới phê bình. Album bao gồm bài hát chủ đề "On" và phiên bản nhạc số của bài hát hợp tác với nữ ca sĩ người Úc Sia. Theo bảng xếp hạng Gaon, Map of the Soul: 7 bán được hơn 4,1 triệu bản chỉ trong 9 ngày sau khi phát hành, vượt qua kỷ lục trước đó do chính nhóm nắm giữ với album Map of the Soul: Persona để trở thành album bán chạy nhất trong lịch sử Hàn Quốc và là album đầu tiên nhận được 4 chứng nhận Triệu tại Hàn Quốc. Album ra mắt ở vị trí số 1 trên Billboard 200 của Hoa Kỳ, đưa BTS trở thành nhóm nhạc nhanh nhất sở hữu 4 album quán quân kể từ The Beatles trong giai đoạn 1966–1968. "On" ra mắt ở vị trí số 4 trên Billboard Hot 100, đánh dấu đĩa đơn đầu tiên của BTS ra mắt trong top 5 và đưa họ trở thành nghệ sĩ Hàn Quốc sở hữu nhiều đĩa đơn lọt vào top 10 Hot 100 nhất với 3 đĩa đơn. BTS lên kế hoạch quảng bá chuỗi album Map of the Soul với chuyến lưu diễn thế giới thứ tư Map of the Soul Tour bắt đầu vào tháng 4, nhưng sau cùng đã bị hoãn vô thời hạn do đại dịch COVID-19.
Tháng 4, BTS trở thành nghệ sĩ Hàn Quốc đầu tiên bán được tổng cộng hơn 20 triệu bản album, đưa họ trở thành nghệ sĩ bán chạy nhất trong lịch sử Hàn Quốc. Cùng tháng, BTS tổ chức buổi hòa nhạc trực tuyến kéo dài 2 ngày mang tên Bang Bang Con, chia sẻ các buổi hòa nhạc trước đó trên kênh YouTube của nhóm. Ngày 7 tháng 6, BTS tham gia sự kiện tốt nghiệp trực tuyến Dear Class of 2020 do YouTube tổ chức, biểu diễn "Boy with Luv", "Spring Day" và "Mikrokosmos". Trong sự kiện, các thành viên lần lượt chia sẻ về buổi lễ tốt nghiệp của họ và truyền tải "thông điệp về niềm hy vọng và nguồn cảm hứng cho sinh viên tốt nghiệp năm 2020 bằng cả tiếng Hàn và tiếng Anh". Ngày 14 tháng 6, BTS tổ chức buổi hòa nhạc trực tuyến kéo dài 100 phút mang tên Bang Bang Con: The Live thuộc khuôn khổ sự kiện kỷ niệm 7 năm ra mắt của nhóm. Sự kiện thu hút 756.000 người xem trực tiếp tại 107 quốc gia và vùng lãnh thổ, thiết lập kỷ lục cho buổi hòa nhạc trực tuyến trả phí được xem nhiều nhất. Ngày 19 tháng 6, BTS phát hành đĩa đơn tiếng Nhật "Stay Gold" từ album phòng thu tiếng Nhật thứ tư Map of the Soul: 7 – The Journey được phát hành tại Nhật Bản và trên toàn cầu vào ngày 14 tháng 7. Album bán được hơn 564.000 bản trong tuần đầu tiên và phá vỡ kỷ lục doanh số album tuần đầu tiên cao nhất của một nam nghệ sĩ nước ngoài tại Nhật Bản.
BTS phát hành đĩa đơn tiếng Anh đầu tiên "Dynamite" vào ngày 21 tháng 8. "Dynamite" ra mắt ở vị trí số 1 trên bảng xếp hạng Billboard Hot 100, đánh dấu lần đầu tiên BTS dẫn đầu bảng xếp hạng Billboard Hot 100 và đưa họ trở thành nghệ sĩ Hàn Quốc đầu tiên sở hữu đĩa đơn quán quân tại Hoa Kỳ. Đĩa đơn đạt vị trí số 1 trên bảng xếp hạng mới của Billboard là Global 200 cũng như Global Excluding US, trở thành đĩa đơn đầu tiên dẫn đầu cùng lúc cả hai bảng xếp hạng. Bài hát còn đạt vị trí số 5 trên Mainstream Top 40 của Hoa Kỳ và Billboard Pop Singles, trở thành đĩa đơn đầu tiên của nhóm ra mắt trong top 10 trên cả hai bảng xếp hạng và lần ra mắt cao nhất của một nghệ sĩ Hàn Quốc trên Billboard Pop Singles. Ngày 31 tháng 8, BTS lần đầu tiên tham dự MTV Video Music Awards (VMAs) với buổi biểu diễn đầu tiên cho "Dynamite" và nhận được 4 giải thưởng: Nhóm nhạc xuất sắc nhất, Vũ đạo xuất sắc nhất, Video nhạc Pop xuất sắc nhất và K-pop xuất sắc nhất (3 giải sau cùng dành cho video âm nhạc của "On"). Ngày 14 tháng 10, nhóm biểu diễn đĩa đơn tại Billboard Music Awards năm 2020 và đoạt giải Nghệ sĩ mạng xã hội hàng đầu trong 4 năm liên tiếp.
Ngày 2 tháng 10, BTS phát hành phiên bản remix cho đĩa đơn "Savage Love (Laxed – Siren Beat)" của Jawsh 685 và Jason Derulo. Đĩa đơn dẫn đầu bảng xếp hạng Billboard Hot 100. Ngày 10 và 11 tháng 10, BTS tổ chức buổi hòa nhạc trực tuyến Map of the Soul ON:E tại KSPO Dome ở Seoul và thu hút 993.000 người xem đến từ 191 quốc gia hoặc khu vực. Ngày 20 tháng 11, BTS phát hành album phòng thu tiếng Hàn thứ năm Be với "Life Goes On" là bài hát chủ đề. "Life Goes On" ra mắt ở vị trí số 1 trên bảng xếp hạng Billboard Hot 100, trở thành đĩa đơn quán quân thứ ba liên tiếp của BTS trên Hot 100 trong 3 tháng và là bài hát đầu tiên được thể hiện chủ yếu bằng tiếng Hàn dẫn đầu bảng xếp hạng này.
Ngày 24 tháng 11, BTS trở thành nghệ sĩ nhạc pop Hàn Quốc đầu tiên được Viện hàn lâm Thu âm ghi nhận khi "Dynamite" được đề cử trong hạng mục Trình diễn Song tấu/Nhóm nhạc Pop xuất sắc nhất tại lễ trao giải Grammy lần thứ 63. Nhóm đoạt giải Âm nhạc quốc tế đặc biệt tại Japan Record Awards lần thứ 62 ở Nhật Bản. Trong cuốn sách về ảnh hưởng của văn hóa đại chúng Hàn Quốc, Kim nhận định rằng năm 2020 tuy là năm tồi tệ nhất trong cuộc đời nhiều người, nhưng lại là một năm đáng chú ý đối với nền văn hóa Hàn Quốc. Minh chứng cho điều này là bộ phim Ký sinh trùng đoạt giải Oscar cho Phim xuất sắc nhất và BTS có 3 bài hát dẫn đầu bảng xếp hạng Billboard Global 200.

### 2021–nay

#### "Butter", "Permission to Dance" vàProof

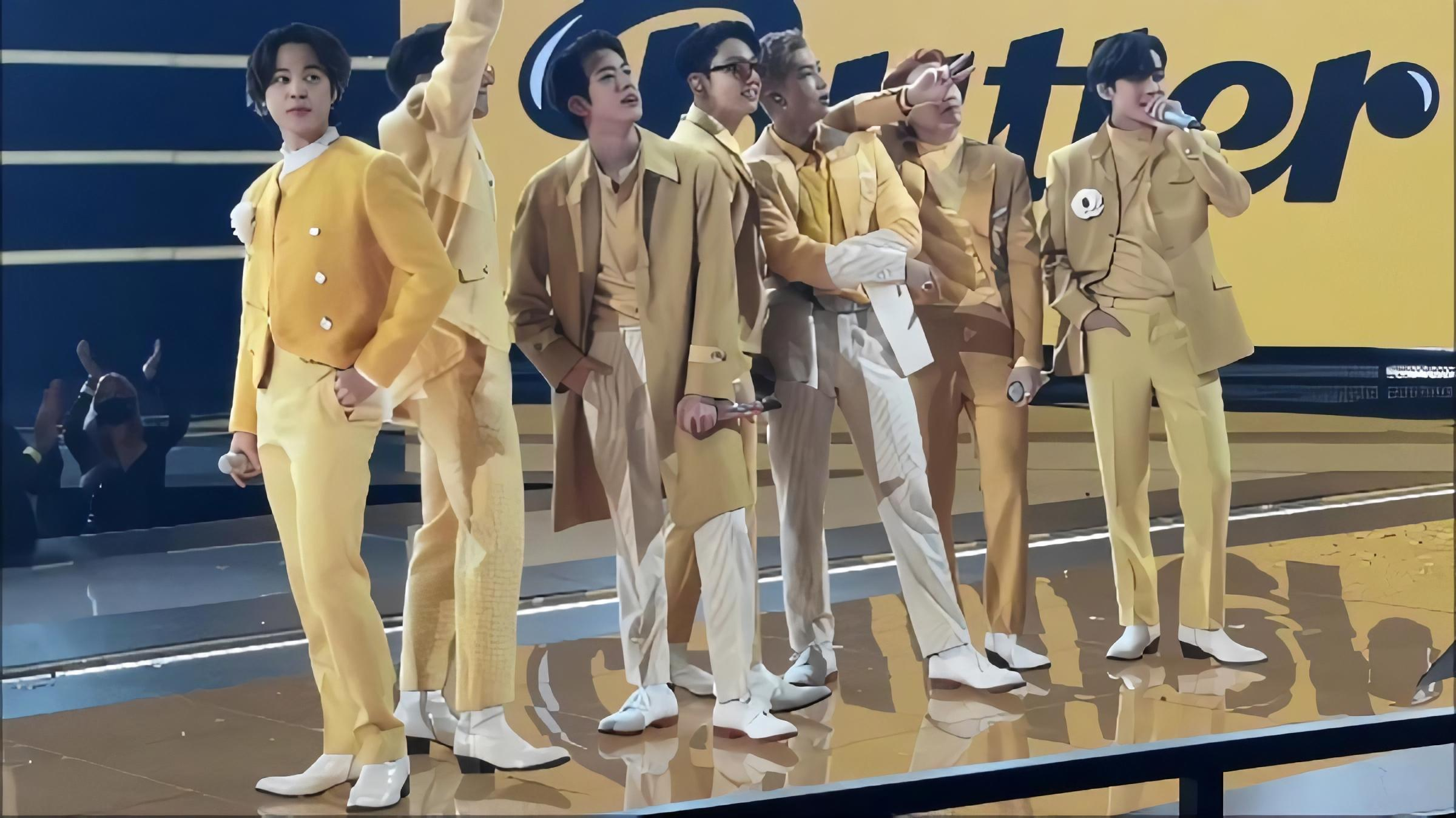
BTS biểu diễn "Butter" tại American Music Awards lần thứ 49 vào ngày 21 tháng 11 năm 2021.

Ngày 4 tháng 3 năm 2021, BTS được IFPI vinh danh là Nghệ sĩ thu âm toàn cầu của năm 2020 với tư cách là nghệ sĩ châu Á và không nói tiếng Anh đầu tiên dẫn đầu bảng xếp hạng. BTS chiếm 3 vị trí trên Global Album Sales Chart năm 2020 với album Map of the Soul: 7 ở vị trí số 1, Be (Deluxe Edition) ở vị trí số 2 và Map of the Soul: 7 – The Journey ở vị trí số 8. Trên bảng xếp hạng Global Album All Format Chart mới ra mắt, Map of the Soul: 7 đạt vị trí số 1 trong khi Be (Deluxe Edition) đạt vị trí số 4. Ngày 14 tháng 3, BTS biểu diễn "Dynamite" tại lễ trao giải Grammy lần thứ 63, trở thành nghệ sĩ Hàn Quốc đầu tiên được đề cử biểu diễn trên sân khấu Grammy. Ngày 1 tháng 4, BTS phát hành đĩa đơn "Film Out" cho album tổng hợp tiếng Nhật sắp phát hành BTS, the Best của nhóm. BTS tổ chức sự kiện phát trực tuyến miễn phí Bang Bang Con 21 trên kênh YouTube của họ trong 2 ngày bắt đầu từ ngày 17 tháng 4 và phát sóng 3 buổi hòa nhạc trực tiếp trước đó của họ.
Ngày 21 tháng 5, BTS phát hành đĩa đơn tiếng Anh thứ hai "Butter". Sản phẩm ra mắt ở vị trí số 1 trên Billboard Hot 100—đĩa đơn quán quân thứ tư của nhóm trong 9 tháng—không chỉ đưa họ trở thành nghệ sĩ sở hữu 4 đĩa đơn quán quân nhanh nhất kể từ Justin Timberlake vào năm 2006 mà còn là nhóm nhạc nhanh nhất kể từ The Jackson 5 vào năm 1970. Đĩa đơn tiếng Anh thứ ba của nhóm "Permission to Dance" được phát hành vào ngày 9 tháng 7. Sản phẩm trở thành đĩa đơn quán quân thứ tám của BTS trên bảng xếp hạng Digital Songs, mở rộng kỷ lục của nhóm với tư cách là nhóm nhạc sở hữu nhiều đĩa đơn quán quân nhất trên bảng xếp hạng. Nhóm phát hành đĩa đơn "My Universe" hợp tác với Coldplay vào ngày 24 tháng 9. Đĩa đơn ra mắt ở vị trí số 1 trên Billboard Hot 100, trở thành đĩa đơn hợp tác đầu tiên giữa hai nhóm nhạc ra mắt ở vị trí quán quân. Nhóm tổ chức buổi hòa nhạc trực tuyến Permission to Dance on Stage vào ngày 24 tháng 10 ở Seoul. Ngày 23 tháng 11, "Butter" được đề cử giải Grammy cho hạng mục Trình diễn Song tấu/Nhóm nhạc Pop xuất sắc nhất tại lễ trao giải Grammy lần thứ 64. Kể từ ngày 27 tháng 11 đến ngày 2 tháng 12, BTS tổ chức các buổi hòa nhạc trực tiếp đầu tiên trước khán giả sau đại dịch. Nhóm tổ chức 4 buổi hòa nhạc cháy vé tại sân vận động SoFi ở Los Angeles thuộc khuôn khổ chuỗi buổi hòa nhạc Permission to Dance on Stage.
Ngày 15 tháng 1 năm 2022, bộ truyện tranh mạng 7Fates: Chakho thuộc thể loại kỳ ảo dựa trên BTS được phát hành. Bộ truyện tranh vượt hơn 15 triệu lượt xem chỉ sau 2 ngày ra mắt trên toàn cầu và là tựa truyện có lượt xem cao nhất mà Webtoon từng phát hành. Nhóm tổ chức 3 buổi hòa nhạc với số lượng khán giả giới hạn tại sân vận động Olympic Seoul vào các ngày 10, 12 và 13 tháng 3. Đây là những buổi hòa nhạc có số lượng người tụ tập đông nhất được chính phủ Hàn Quốc chấp thuận kể từ khi các biện pháp hạn chế phòng chống đại dịch được áp dụng, thu hút tổng cộng 45.000 người tham dự. Ngày 3 tháng 4, BTS biểu diễn "Butter" tại lễ trao giải Grammy lần thứ 64, mặc dù ca khúc không giành chiến thắng ở hạng mục mà nó được đề cử. Ngày 8 tháng 4, nhóm nhận được 7 đề cử tại Billboard Music Awards năm 2022 và giành chiến thắng ở ba hạng mục, đưa họ trở thành nhóm nhạc được đề cử nhiều nhất và giành nhiều giải thưởng nhất trong lịch sử lễ trao giải.
BTS phát hành album tuyển tập đầu tiên Proof bao gồm 3 đĩa CD vào ngày 10 tháng 6. Ngày 14 tháng 6, nhân dịp kỷ niệm 9 năm ra mắt, nhóm thông báo tạm ngừng hoạt động nhóm để tập trung vào các dự án solo cũng như hoạt động cá nhân. Hybe Corporation, chủ sở hữu Big Hit, đính chính trong tuyên bố tiếp theo rằng BTS sẽ không tan rã hoặc gián đoạn, mà sẽ tích cực phát triển sự nghiệp cá nhân của họ với sự hỗ trợ đầy đủ của công ty trong khi vẫn tham gia các hoạt động nhóm trong tương lai, bao gồm cả việc ghi hình Run BTS. Vụ việc này khiến giá cổ phiếu của Hybe sụt giảm nhanh chóng, dẫn đến giá trị vốn hóa thị trường của công ty thiệt hại hơn 1,7 tỷ USD. Ngày 24 tháng 8, tạp chí Billboard tiết lộ rằng BTS sẽ biểu diễn tại Busan với tư cách là một nhóm vào ngày 15 tháng 10 trong buổi hòa nhạc miễn phí Yet To Come in Busan nhằm thúc đẩy chiến dịch đăng cai World Expo 2030 của thành phố này.

#### Nghĩa vụ quân sự và gia hạn hợp đồng
Bất chấp thông báo về buổi hòa nhạc miễn phí vào tháng 10 năm 2022, giá cổ phiếu của Hybe tiếp tục giảm xuống dưới mức IPO ban đầu trước những thông tin đồn đoán trên thị trường chứng khoán về tác động xoay quanh việc thực hiện nghĩa vụ quân sự bắt buộc của các thành viên trong nhóm. Theo luật pháp Hàn Quốc, tất cả nam giới có thân hình khỏe mạnh phải phục vụ trong quân đội từ 18 đến 21 tháng, thường ở độ tuổi 28. Tờ Bloomberg News đưa tin về sự thành công của buổi hòa nhạc tại Busan nhưng cũng cho biết lịch trình tổ chức các buổi hòa nhạc khác sau này vẫn còn bỏ ngỏ. Người ta ước tính rằng nếu các thành viên của BTS phải thực hiện nghĩa vụ quân sự, Hybe sẽ thiệt hại gần 10 tỷ USD trong 10 năm với tổn thất cho nền kinh tế Hàn Quốc là gần 39 tỷ USD.
Tháng 10 năm 2022, Big Hit xác nhận thành viên lớn tuổi nhất của nhóm là Jin, 29 tuổi, đã rút lại yêu cầu hoãn nhập ngũ của mình. Các thành viên còn lại dự kiến sẽ lần lượt nhập ngũ theo kế hoạch và nhóm dự kiến sẽ tái hợp vào năm 2025 sau khi xuất ngũ. Cuối tháng 10 năm 2022, BTS nhận được 5 đề cử cho MAMA Awards năm 2022 cùng các thành viên nhận được thêm 8 đề cử với tư cách là nghệ sĩ solo. Ngày 15 tháng 11 năm 2022, BTS nhận được 3 đề cử tại lễ trao giải Grammy lần thứ 65, bao gồm 1 đề cử cho "Yet to Come" trong hạng mục Video âm nhạc xuất sắc nhất. "My Universe" được đề cử cho Trình diễn Song tấu/Nhóm nhạc Pop xuất sắc nhất, đưa BTS trở thành nghệ sĩ duy nhất được đề cử trong 3 năm liên tiếp kể từ khi hạng mục này được ra mắt vào năm 2011. Nhóm cũng được đề cử trong hạng mục Album của năm với tư cách là nghệ sĩ hợp tác trong Music of the Spheres của Coldplay. Jin nhập ngũ với tư cách là binh sĩ tại ngũ vào ngày 13 tháng 12. Ngày 26 tháng 2 năm 2023, Big Hit Music thông báo J-Hope đã nộp đơn hủy bỏ yêu cầu hoãn nhập ngũ của mình.
Sau các hoạt động cá nhân, bộ phim điện ảnh hòa nhạc BTS: Yet to Come in Cinemas của nhóm được phát hành vào ngày 1 tháng 2 năm 2023. Trong chuyến đi đến Tây Ban Nha, RM chia sẻ với EFE rằng BTS "sẽ gặp lại nhau khi chúng tôi hoàn thành nghĩa vụ quân sự và chúng tôi sẽ tìm kiếm mối liên kết mới giữa các thành viên để bước vào giai đoạn thứ hai." Chủ tịch Bang Si-hyuk của Hybe tuyên bố vào ngày 15 tháng 3 năm 2023 rằng sự trở lại của họ có thể không xảy ra vào năm 2025 vì rất khó để xác định mục tiêu cụ thể và họ vẫn chưa thảo luận về việc gia hạn hợp đồng. J-Hope nhập ngũ với tư cách là binh sĩ tại ngũ vào ngày 18 tháng 4. Ngày 12 tháng 5, BTS phát hành nhạc phim "The Planet" cho bộ phim hoạt hình Hàn Quốc Bastions. Nhân dịp kỷ niệm 10 năm ra mắt, nhóm phát hành đĩa đơn "Take Two" vào ngày 9 tháng 6.
Ngày 20 tháng 9 năm 2023, Hybe xác nhận thông qua một thông cáo báo chí rằng BTS sẽ gia hạn hợp đồng độc quyền của họ. Các thành viên sẽ lần lượt ký kết hợp đồng, xem xét tình hình nhập ngũ của họ sau khi hội đồng quản trị thông qua nghị quyết với Big Hit Music, đồng thời củng cố cam kết của họ đối với các dự án trong tương lai bắt đầu từ năm 2025 trở đi. Hybe bày tỏ sự kỳ vọng của họ về các hoạt động nhóm của BTS và hứa hẹn sẽ hỗ trợ không ngừng để củng cố vị thế của BTS trên toàn cầu, đảm bảo các hoạt động của nhóm diễn ra suôn sẻ ngay sau khi các thành viên hoàn thành nghĩa vụ quân sự. Ngày 22 tháng 9 năm 2023, Suga nhập ngũ với vai trò nhân viên phục vụ cộng đồng. RM và V nhập ngũ vào ngày 11 tháng 12 năm 2023, sau đó là Jimin và Jungkook vào ngày 12 tháng 12. Vào ngày 12 tháng 6 năm 2024, Jin trở thành thành viên đầu tiên của BTS hoàn thành nghĩa vụ quân sự bắt buộc và chính thức xuất ngũ, J-Hope xuất ngũ vào ngày 17 tháng 10 cùng năm. RM và V là hai thành viên đầu tiên xuất ngũ vào năm 2025, vào ngày 10 tháng 6. Toàn bộ các thành viên sẽ hoàn thành nghĩa vụ quân sự trước cuối tháng 6 năm 2025.

## Phong cách nghệ thuật

### Ảnh hưởng
BTS đề cập đến nhiều nghệ sĩ như Seo Taiji and Boys, Nas, Eminem, Kanye West, Drake, Post Malone, Charlie Puth và Danger là những nguồn cảm hứng âm nhạc của họ. Nhóm cũng đề cập đến tầm ảnh hưởng của Queen, chia sẻ rằng họ "đã lớn lên khi xem những đoạn video từ buổi hòa nhạc Live Aid". Trong buổi hòa nhạc của nhóm tại sân vận động Wembley ở Luân Đôn, Jin bày tỏ lòng kính trọng Queen khi tái hiện lại bài hát "ay-oh" của Freddie Mercury từ Live Aid. "Hip Hop Phile" được phát hành khi phong cách hip hop của BTS đang ở thời kỳ đỉnh cao cũng như tri ân các nghệ sĩ có sức ảnh hưởng lớn đến họ như Epik High, Jay-Z, Biggie, CL Smooth và nhiều nghệ sĩ khác.
Album phòng thu Wings (2016) của nhóm được lấy cảm hứng từ cuốn tiểu thuyết về tuổi thành niên Demian của Hermann Hesse. Bài hát "Blood Sweat & Tears" (2016) của nhóm đề cập đến tác phẩm Thus Spoke Zurathustra của Friedrich Nietzsche và video âm nhạc của bài hát chứa đựng những hình ảnh tham chiếu đến bức họa The Lament for Icarus của họa sĩ Herbert James Draper, Landscape with the Fall of Icarus và The Fall of the Rebel Angels của Pieter Bruegel. Các tác phẩm của Murakami Haruki, Ursula K. Le Guin, Carl Jung, George Orwell và Nietzsche là một vài trong số những nguồn cảm hứng văn học và tư tưởng khác nhau đã ảnh hưởng đến sáng tác của họ. Chuỗi album Love Yourself chịu ảnh hưởng chủ yếu từ cuốn sách The Art of Loving của Erich Fromm, trong khi bài hát "Magic Shop" từ album phòng thu Love Yourself: Tear (2018) được lấy cảm hứng từ cuốn hồi ký Into the Magic Shop của James R. Doty.

### Phong cách âm nhạc
Trong những năm đầu sự nghiệp, BTS đã theo đuổi dòng nhạc hip hop như phong cách âm nhạc đặc trưng của họ; chủ yếu là do ảnh hưởng từ quá khứ khi RM và Suga còn làm rapper underground; trong khoảng thời gian bắt đầu làm việc tại Hoa Kỳ, nhóm đã nhận được sự cố vấn từ các rapper người Mỹ. Trước đây, Bang Si-hyuk từng thừa nhận rằng K-pop nhìn chung lấy cảm hứng từ âm nhạc của người da đen và tác giả Crystal S. Anderson cho rằng "Sự nổi tiếng ngày càng tăng của BTS ở Hoa Kỳ thể hiện sự tiếp nối cách thức mà K-pop hoạt động như một phần trong truyền thống R&B toàn cầu." T.K. Park và Youngdae Kim của Vulture cho rằng bài hát "Outro: Her" trong Love Yourself: Her là ví dụ điển hình nhất cho sự hiểu biết của nhóm về hip hop old school, bao gồm các đoạn rap được lấy cảm hứng từ Chuck D và Tupac cũng như những hợp âm jazz thập niên 1990 để tạo nên âm thanh hip hop cổ điển.
Việc phát hành "Blood Sweat & Tears" vào năm 2016 đã đẩy nhanh quá trình chuyển đổi của BTS từ một nhóm nhạc hip hop sang một nhóm nhạc pop. Park và Kim chỉ ra rằng bài hát này lấy cảm hứng từ dancehall, reggaeton và moombahton nhưng lại chọn "phong cách thần bí kiểu Baroque" thay vì "bầu không khí vui nhộn đặc trưng của những âm hưởng đó". Nhóm cũng bắt đầu kết hợp các yếu tố truyền thống Hàn Quốc vào âm nhạc của mình. Chẳng hạn như đĩa đơn "Idol" (2018) của nhóm có sử dụng một đoạn adlib lấy cảm hứng từ Pansori, một hình thức kịch nói truyền thống Hàn Quốc cũng như nhại giọng theo âm thanh của trống janggu.
Mặc dù BTS vẫn duy trì phong cách hip hop, nhưng âm nhạc của họ đã ngày càng trở nên đa dạng hơn. BTS lần đầu tiên thử nghiệm dòng nhạc R&B, rock và jazz hip hop trong album phòng thu Dark & Wild (2014); EDM trong chuỗi album The Most Beautiful Moment in Life; moombahton và tropical house trong Wings và You Never Walk Alone; future bass và pop latinh trong chuỗi album Love Yourself; slow-dance ballad, emo rap, Afro pop, funk, trap, pop rock và hip pop trong chuỗi album Map of the Soul; và disco trong đĩa đơn "Dynamite". Các thành viên trong nhóm cũng thử nghiệm nhiều thể loại âm nhạc khác nhau trong những bài hát solo của họ, chẳng hạn như neo soul trong "Stigma" của V và R&B trong "Lie" của Jimin.

### Chủ đề ca từ
Ngay từ khi thành lập, BTS tin rằng việc kể lại câu chuyện của chính mình là cách tốt nhất để thế hệ trẻ có thể đồng cảm với âm nhạc của họ. Đồng sáng tác phần lớn các ca khúc của họ, nhóm thường dùng những trải nghiệm từ cuộc sống thường nhật như nỗi buồn và sự cô đơn làm nguồn cảm hứng sáng tác cho các sản phẩm âm nhạc của họ rồi biến chúng thành một điều gì đó nhẹ nhàng và dễ chịu hơn. RM khẳng định BTS không tạo ra sản phẩm âm nhạc như thể họ đang thuyết giảng hoặc khiển trách mọi người trong các bài hát của nhóm, "...bởi vì đó không phải là cách mà chúng tôi muốn truyền tải thông điệp của mình. [...] Chúng ta được sinh ra với những cuộc sống khác nhau, nhưng bạn không thể tự lựa chọn một số thứ. Vì vậy, chúng tôi nghĩ rằng tình yêu cũng như ý nghĩa thực sự của nó, bắt đầu bằng việc yêu thương bản thân mình và chấp nhận một vài điều trớ trêu và một vài số phận mà chúng ta có ngay từ đầu". Khi được hỏi liệu có khó để viết về những điều như sức khỏe tinh thần không, Suga tiết lộ rằng:
| “ | Chúng tôi cảm thấy rằng những người có nền tảng để nói về những điều đó thực sự nên nói nhiều hơn, bởi vì người ta thường nói rằng trầm cảm là thứ mà bạn đến bệnh viện và bạn được chẩn đoán, nhưng bạn không hề thực sự biết cho đến khi bác sĩ nói chuyện với bạn. [...] Hơn nữa, tôi nghĩ những nghệ sĩ hoặc người nổi tiếng có tiếng nói nên nói về những vấn đề này và đưa chúng ra ánh sáng. | ” |

Các chủ đề ca từ được khám phá trong những bài hát và album của BTS bao gồm nhiều chủ đề đa dạng như vấn đề về bản sắc xã hội trong giới trẻ, nỗi lo lắng của tuổi trẻ học đường và sức khỏe tinh thần trong văn hóa của giới trẻ. Theo bài phân tích của Billboard vào năm 2017, các album của BTS thường xuyên có chủ đề liên quan đến giới trẻ. Chuỗi album "chủ đề học đường" của nhóm từ năm 2013 đến 2014 khám phá về "những rắc rối và nỗi lo lắng của tuổi trẻ học đường". Năm 2016, cách tiếp cận của nhóm trong việc thảo luận về văn hóa của giới trẻ Hàn Quốc "đã chạm đến một chủ đề mà đại đa số thanh thiếu niên đều từng trải nghiệm, nhưng rất ít khi nghệ sĩ nhạc pop nói rõ: sức khỏe tinh thần và mong muốn được thuộc về xã hội." Album phòng thu Wings (2016) của nhóm tập trung vào sự cám dỗ và tội lỗi. Chuỗi album Love Yourself giới thiệu nhiều chủ đề khác nhau liên quan đến văn hóa của giới trẻ Hàn Quốc bao gồm sự phấn khích của tình yêu, nỗi đau khi chia tay và sự giác ngộ của tình yêu bản thân. Ca từ của nhóm thường xuyên kết hợp những lời bình luận xã hội và chỉ trích về sự tương tác của giới trẻ Hàn Quốc với xã hội Hàn Quốc, phản ánh rõ ràng những điều này.
Năm 2018, bài hát "No More Dream" và "N.O" từ chuỗi album "chủ đề học đường" được Tamar Herman mô tả là sự đúc kết những trải nghiệm của họ với sự chú trọng của Hàn Quốc vào nền giáo dục và kêu gọi thay đổi hệ thống giáo dục cũng như sự kỳ vọng của xã hội. Những trải nghiệm đời thực của họ với văn hóa của giới trẻ Hàn Quốc đã truyền cảm hứng cho các bài hát như "Dope" và "Silver Spoon" (tiếng Triều Tiên: 뱁새; Romaja: Baepsae) từ chuỗi album "chủ đề tuổi trẻ", đề cập đến khoảng cách thế hệ và những người thuộc thế hệ thiên niên kỷ buộc phải từ bỏ các mối quan hệ lãng mạn, hôn nhân, con cái, việc làm thích hợp, nhà cửa và đời sống xã hội trước những khó khăn kinh tế và tệ nạn xã hội trong khi phải đối mặt với sự lên án của giới truyền thông và thế hệ trước.
Bài hát "Am I Wrong" từ album phòng thu Wings (2016) đặt câu hỏi về sự thờ ơ của xã hội hướng tới tình trạng của các sự kiện hiện nay; lời bài hát "Tất cả chúng ta đều là chó và lợn / chúng ta trở thành chó vì chúng ta tức giận" là một phép ẩn dụ về vụ việc của quan chức Bộ Giáo dục Hàn Quốc Na Hyang-wook, người đề xuất chế độ chủng tính và ví người dân như "chó và lợn"—và BTS cũng biểu diễn bài hát này trên sóng truyền hình giữa vụ bê bối chính trị năm 2016 của Hàn Quốc dẫn đến việc luận tội cựu Tổng thống Park Geun-hye. Cuộc đấu tranh cá nhân của RM và Suga với sức khỏe tinh thần đã truyền cảm hứng cho các bài hát như "Tomorrow", "Intro: The Most Beautiful Moment in Life", "So Far Away", "The Last" và "Forever Rain". "Not Today" từ album tái phát hành You Never Walk Alone (2017) là một bài hát anti-establishment, kêu gọi "tất cả những người yếu thế trên thế giới" hãy tiếp tục chiến đấu, trong khi bài hát "Spring Day" tưởng nhớ những nạn nhân xấu số trong thảm kịch chìm phà Sewol. BTS nhận được lời khen ngợi của Jeff Benjamin từ tạp chí Fuse vì "[đang] chia sẻ một cách trung thực về các chủ đề mà họ cho là quan trọng, ngay cả trong một xã hội bảo thủ". Cựu tổng thống Hàn Quốc Moon Jae-in đã phát biểu: "Mỗi người trong số bảy thành viên đều cất lên tiếng hát theo cách riêng của mình, thể hiện chân thực con người và cuộc sống mà họ mong muốn. Giai điệu và ca từ của họ vượt qua mọi biên giới vùng miền, ngôn ngữ, văn hóa và thể chế."

## Tác động

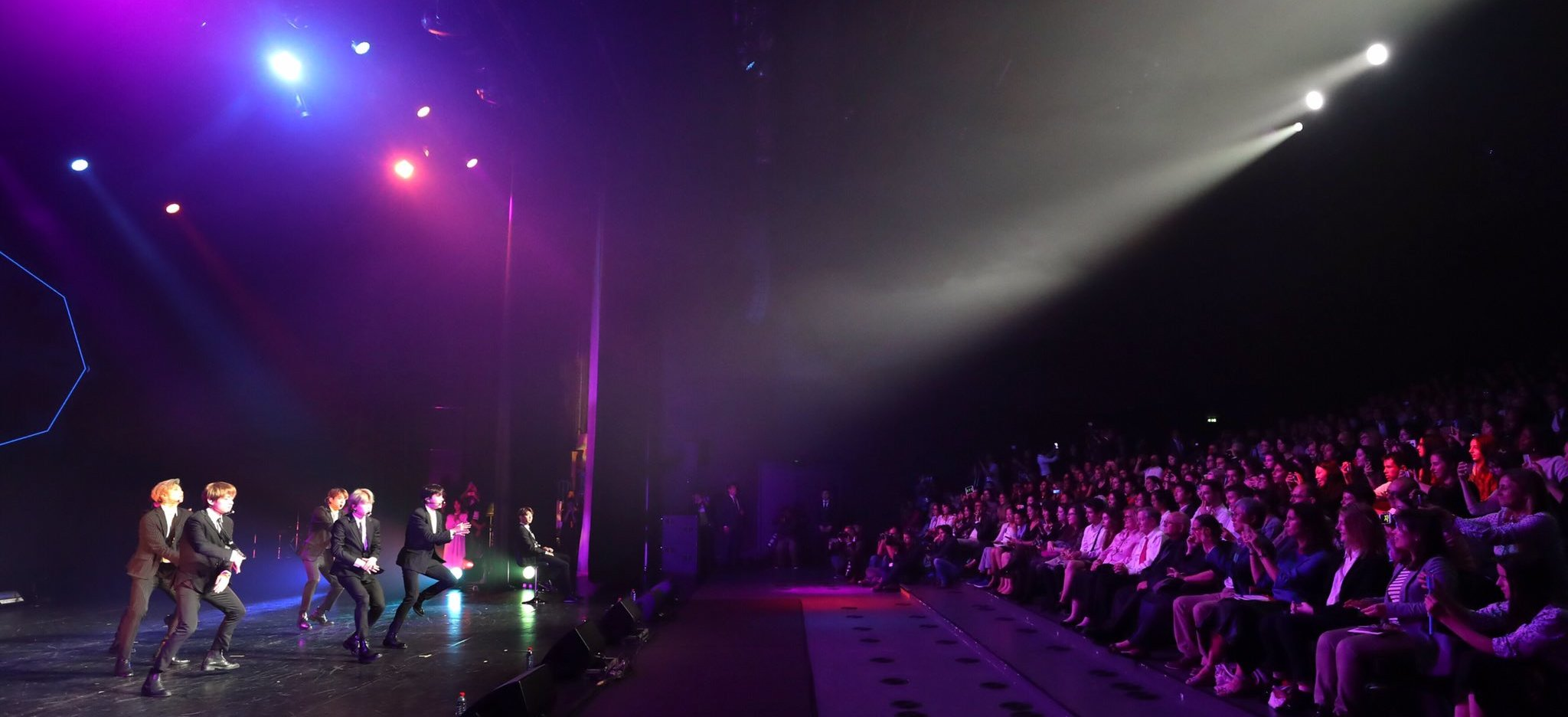
BTS biểu diễn tại Korea-France Friendship Concert vào ngày 14 tháng 10 năm 2018 ở Paris, Pháp.

Ngày 29 tháng 4 năm 2019, tạp chí Time vinh danh BTS trong danh sách 100 nhân vật có tầm ảnh hưởng lớn nhất toàn cầu năm 2019, đồng thời phong tặng cho họ danh hiệu "Những chàng hoàng tử nhạc Pop". Giám đốc điều hành Silvio Pietroluongo của Billboard so sánh tầm ảnh hưởng của nhóm với The Beatles. Trong khi giám đốc điều hành Helena Kosinski của MRC Data nhận định "mặc dù BTS không phải là người đầu tiên mở đường cho K-pop trên toàn cầu, nhưng họ là những người đầu tiên nắm giữ vai trò chủ đạo. Họ không chỉ thu hút giới trẻ mà còn cả nhân khẩu học ở độ tuổi 50 và 60." Với tư cách là nghệ sĩ không nói tiếng Anh đầu tiên ra mắt trên bảng xếp hạng Nghệ sĩ thu âm toàn cầu năm 2018, BTS là nghệ sĩ bán chạy thứ hai dựa trên nhiều nền tảng truyền thông chỉ sau Drake. Năm 2020, BTS trở thành nghệ sĩ ngoài thị trường phương Tây và không nói tiếng Anh đầu tiên được IFPI vinh danh là Nghệ sĩ thu âm toàn cầu của năm. Tại Hàn Quốc, BTS chiếm 41,9% doanh số album bán ra trong nửa đầu năm 2019, ghi nhận mức gia tăng so với thị phần 25,3% của năm trước.
Năm 2022, Youna Kim ghi nhận BTS là người dẫn đầu làn sóng Hàn Quốc cũng như đại diện cho sự mở rộng của văn hóa Hàn Quốc trên toàn cầu một cách đầy hiệu quả như Psy từng làm trong thập kỷ trước đó cùng với sức ảnh hưởng mà bộ phim điện ảnh Hàn Quốc đoạt giải Oscar Ký sinh trùng mang lại vào năm 2020. Ngân hàng Trung ương Hàn Quốc chỉ ra vào năm 2021 rằng BTS góp phần tạo nên "hiệu ứng lan tỏa", bao gồm sự gia tăng của lượng du khách đến Hàn Quốc; sự hứng thú đối với nền văn hóa Hàn Quốc, phim ảnh và giáo dục tiếng Hàn; và đóng góp khoảng 5 tỷ USD mỗi năm cho nền kinh tế Hàn Quốc, tương đương mức tăng trưởng khoảng 0,5%. Một nghiên cứu năm 2018 cho thấy, trung bình có khoảng 800.000 người nước ngoài đến Hàn Quốc mỗi năm trong 4 năm qua với những lý do liên quan đến BTS.
Nhiều tác giả nhận định BTS là người dẫn đầu, thậm chí còn vượt trội hơn so với các nhóm nhạc K-pop đình đám khác như Girls' Generation, Super Junior, Exo, Twice và Blackpink, đồng thời nhấn mạnh sự thành công của BTS cho thấy tầm quan trọng của một cộng đồng người hâm mộ hùng hậu và tích cực trong thời đại truyền thông xã hội, nơi mà các chiến dịch quảng bá của người hâm mộ có thể quan trọng không kém gì chất lượng âm nhạc đối với thành công của một bài hát. Nhóm còn tạo được dấu ấn ở mảng kinh doanh trong ngành công nghiệp K-pop bằng cách khắc phục những mặt hạn chế trong hợp đồng với công ty chủ quản nhằm tối đa hóa sự sáng tạo và tư duy nghệ thuật của họ. Với chiến lược đa dạng hóa đầy mới mẻ này, BTS đã tạo nên mối quan hệ gần gũi hơn với giới trẻ Hàn Quốc và khuyến khích sự độc lập cũng như chân thực của khán giả.

### Ngoại giao
Trong bài tiểu luận Soft Power năm 1990, nhà khoa học chính trị Joseph Nye đã giới thiệu khái niệm về một loại quyền lực thứ hai khác biệt với chủ nghĩa chuyên chế truyền thống. Nye viết, "Khía cạnh thứ hai của quyền lực – thể hiện qua việc một quốc gia khiến cho các quốc gia khác mong muốn những gì mà nó mong muốn – có thể được gọi là quyền lực mềm hoặc quyền lực đồng thuận, trái ngược với quyền lực cứng hoặc quyền lực mệnh lệnh, là việc ép buộc các quốc gia khác phải tuân theo ý mình." Những nhà nghiên cứu như Maud Quessard đã áp dụng khái niệm quyền lực mềm vào BTS và tầm ảnh hưởng của họ đối với ngoại giao giải trí và quan hệ quốc tế. Youna Kim và Maud Quessard đều cho rằng quyền lực mềm bao gồm văn hóa, giá trị chính trị và chính sách đối ngoại, điều này áp dụng vào khả năng của BTS trong việc tiếp cận và truyền tải thông điệp về sự hòa hợp, chấp nhận và vượt qua nghịch cảnh thông qua sức hút rộng rãi của họ trên trường quốc tế.

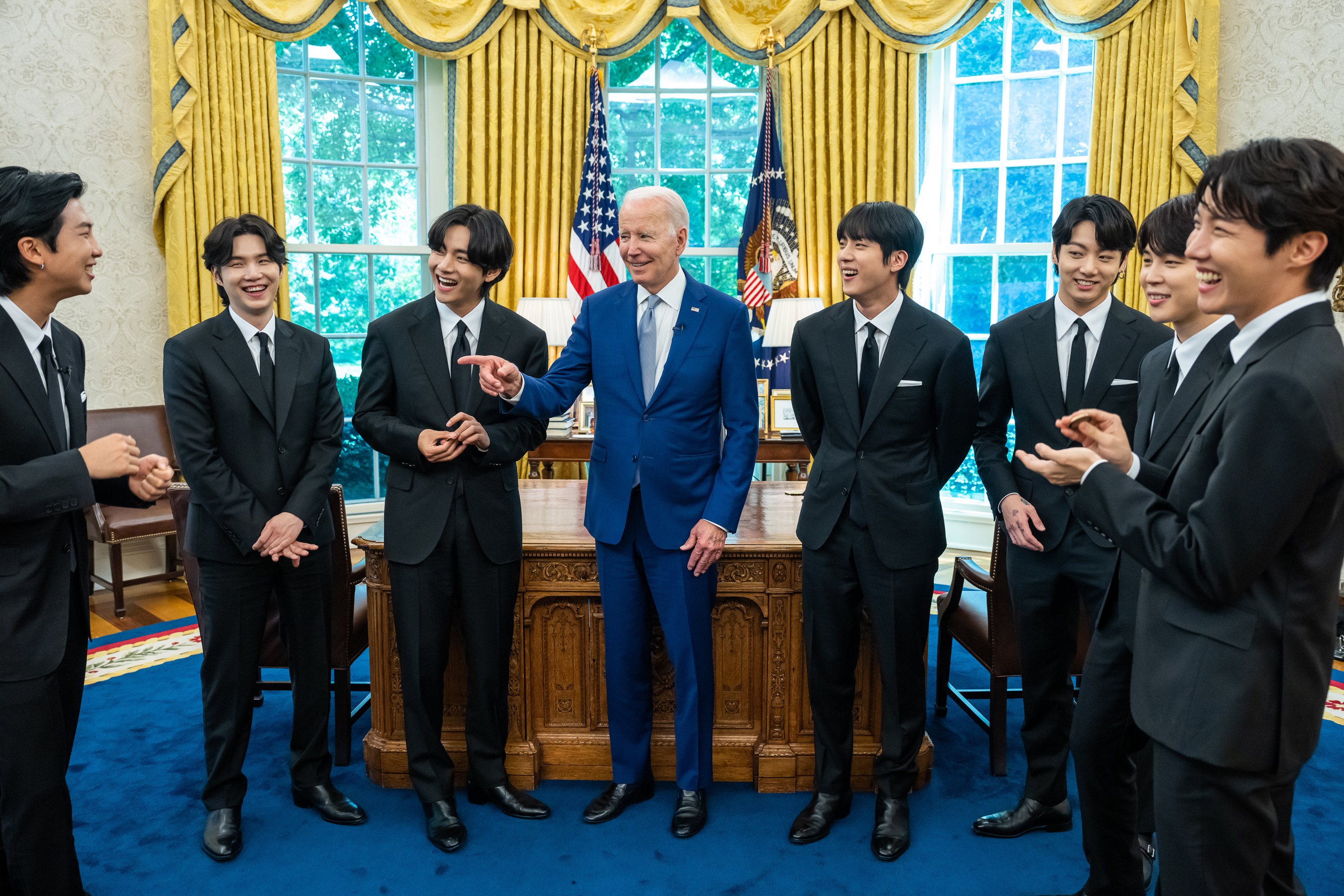
BTS và Tổng thống Hoa Kỳ Joe Biden tại Nhà Trắng vào ngày 31 tháng 5 năm 2022.

BTS nhận được lời mời phát biểu trước Đại Hội đồng Liên Hợp Quốc vào tháng 9 năm 2018 và biểu diễn trước 400 khán giả, bao gồm Tổng thống Moon Jae-in và các quan chức khác, tại buổi hòa nhạc Korea-France Friendship Concert ở Paris, một sự kiện nhằm kỷ niệm mối quan hệ hữu nghị giữa Pháp và Hàn Quốc. Cùng năm, BTS trở thành những người trẻ tuổi nhất nhận được Huân chương Văn hóa. Mặc dù huân chương văn hóa của chính phủ Hàn Quốc theo truyền thống chỉ được trao cho những người có hơn 15 năm tuổi nghề với nhiều thành tựu nổi bật, nhưng Moon vẫn ghi nhận nhóm với 5 năm tuổi nghề nhờ những đóng góp của nhóm trong việc lan tỏa văn hóa và ngôn ngữ Hàn Quốc ra toàn thế giới. Tháng 9 năm 2019, Moon đã đề cập đến BTS trong bài phát biểu của ông về việc công bố các chiến lược phát triển ngành công nghiệp nội dung, vì họ đã tiên phong trong việc xây dựng mô hình kinh doanh đầy sáng tạo thông qua hình thức giao lưu trực tiếp với người hâm mộ. Năm 2020, BTS vinh dự đoạt giải James A. Van Fleet để ghi nhận những đóng góp xuất sắc của nhóm trong việc thúc đẩy mối quan hệ giữa Hoa Kỳ và Hàn Quốc, trở thành những người trẻ tuổi nhất nhận được giải thưởng này. Tháng 7 năm 2021, họ được Tổng thống Moon Jae-in bổ nhiệm làm Đặc phái viên của Tổng thống về Thế hệ Tương lai và Văn hóa. Với tư cách là đặc phái viên, họ có vai trò "nâng cao nhận thức về chương trình nghị sự toàn cầu, tăng trưởng bền vững và củng cố sức mạnh ngoại giao của các quốc gia trên toàn cầu" cũng như đại diện cho Hàn Quốc tại Đại Hội đồng Liên Hợp Quốc lần thứ 76. Ngày 31 tháng 5 năm 2022, BTS gặp Tổng thống Hoa Kỳ Joe Biden tại Nhà Trắng để thảo luận về vấn nạn phân biệt chủng tộc đối với người châu Á.

### Cộng đồng người hâm mộ
Theo Kyung Hyun Kim, thành công của BTS được thúc đẩy bởi sự gia tăng mạnh mẽ trong việc sản xuất và lan truyền video âm nhạc trên YouTube cùng với sự hình thành của đế chế thần tượng, bao gồm việc kinh doanh các mặt hàng hóa, trò chơi và tiểu thuyết giả tưởng, bên cạnh sự phát triển vượt bậc của của cộng đồng người hâm mộ âm nhạc trực tuyến. Nhóm sở hữu một cộng đồng người hâm mộ trực tuyến đông đảo và có tổ chức chặt chẽ được gọi là ARMY (Adorable Representative M.C. for Youth), họ không chỉ dịch lời bài hát và các bài đăng trên mạng xã hội của nhóm sang ngôn ngữ khác mà còn đồng hành cùng những hoạt động thiện nguyện của các thành viên BTS. Tính đến năm 2020, có khoảng 40 triệu thành viên ARMY đã đăng ký kênh YouTube của nhóm, hơn 30 triệu người theo dõi tài khoản Twitter và Instagram chính thức của nhóm. Người hâm mộ của BTS đóng vai trò quan trọng trong việc giúp BTS dẫn đầu các bảng xếp hạng thông qua những chiến dịch phối hợp trên nhiều nền tảng âm nhạc trực tuyến cũng như quảng bá âm nhạc của BTS trên các đài phát thanh và truyền hình. Một số thành viên ARMY thậm chí còn có tầm ảnh hưởng vượt qua cả nhóm trong cộng đồng người hâm mộ BTS.

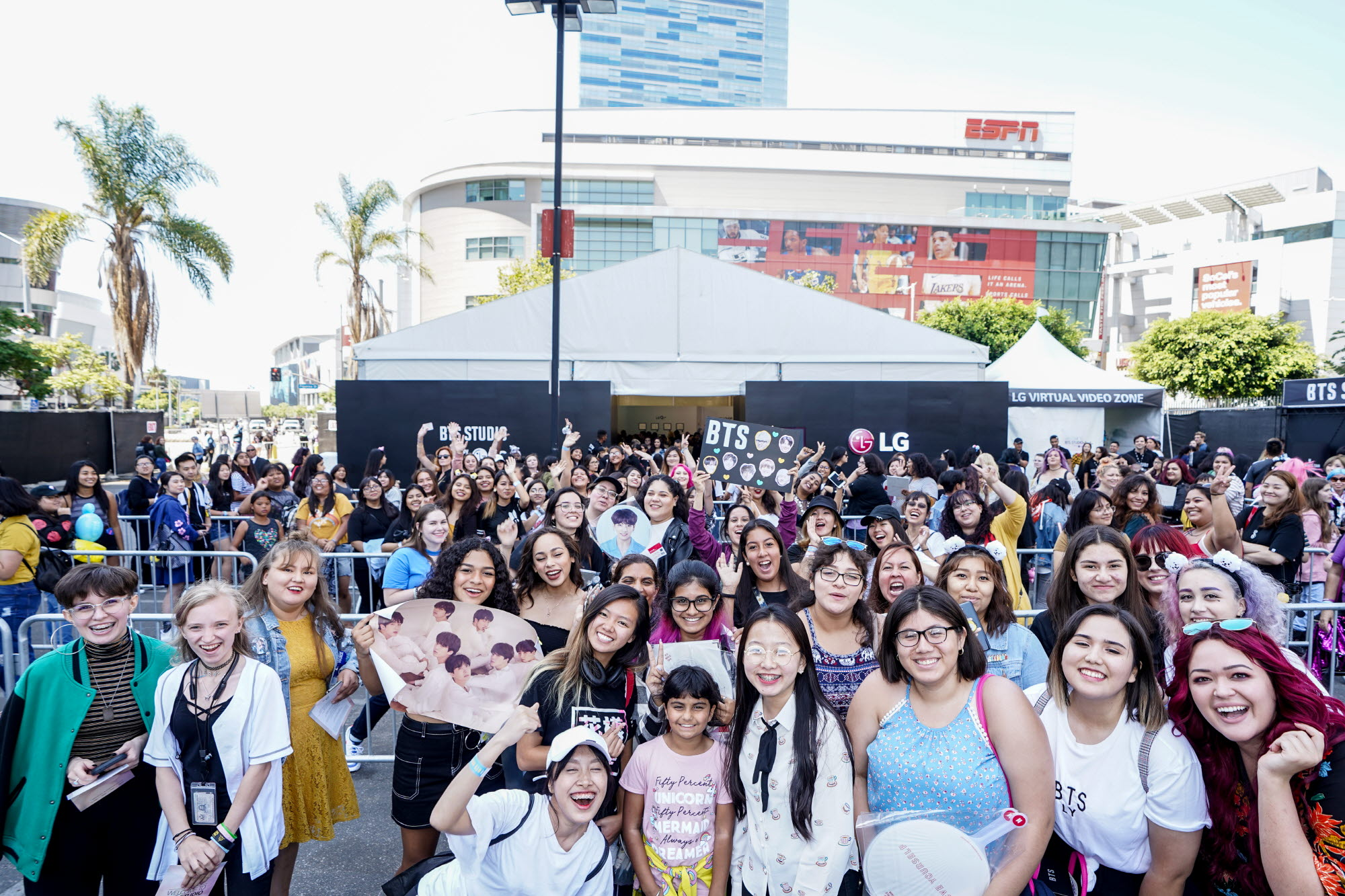
Những người hâm mộ của BTS tại buổi hòa nhạc Love Yourself ở Los Angeles vào ngày 6 tháng 9 năm 2018.

BTS giao tiếp và tương tác với những người theo dõi họ kể từ khi ra mắt thông qua mạng xã hội cũng như thông qua BTS Universe, một cốt truyện vũ trụ song song xoay quanh các thành viên, được kể qua các video âm nhạc, trò chơi di động, sách, phim ngắn và tạo cơ hội cho người hâm mộ để đưa ra các giả thuyết. Kim cho rằng ARMY bị thu hút bởi BTS vì các thành viên phải đối mặt với những định kiến trong xã hội khi họ xuất thân từ vùng nông thôn Hàn Quốc và ra mắt trong một công ty giải trí Hàn Quốc tương đối nhỏ, điều này cho phép những người hâm mộ trẻ tuổi thể hiện sự đồng cảm với họ. Lời bài hát của BTS phản ánh những giá trị xã hội và người hâm mộ đáp lại bằng cách nỗ lực cải thiện thế giới. Chính vì vậy, người hâm mộ của họ cũng dần trở nên tích cực hơn trong việc ủng hộ các hoạt động từ thiện, vấn đề chính trị và xã hội như khủng hoảng tị nạn, phân biệt chủng tộc, quyền trẻ em, biến đổi khí hậu và đại dịch COVID-19. Phản hồi của ARMY đối với BTS là một trong những yếu tố ảnh hưởng đến hành động và lời bài hát của nhóm; BTS đã loại bỏ một số từ tiếng Hàn có cách phát âm giống như những lời lẽ phân biệt chủng tộc của người Mỹ ra khỏi các bài hát của mình và chấm dứt việc hợp tác với một nhà sản xuất người Nhật Bản khi mà các thành viên ARMY Hàn Quốc cho rằng quan điểm của người này là cực đoan.
Theo tác giả người Hàn Quốc Jiyoung Lee, mối quan hệ giữa BTS và ARMY là "một sự trao đổi lẫn nhau giữa nghệ sĩ và người hâm mộ của họ" không chỉ đơn thuần là "đảm bảo vị thế hàng đầu của nhóm" mà còn "truyền tải thông điệp tích cực của nhóm ra toàn cầu". Lee cho rằng BTS và ARMY là "một biểu tượng của sự thay đổi trong tinh thần thời đại, không chỉ đơn thuần là sự thay đổi thế hệ". Bản thân các thành viên trong nhóm cũng đồng tình và sớm thừa nhận vai trò của người hâm mộ đối với thành công của họ. Theo Sarah Keith, "BTS là hiện thân của thời khắc chuyển giao thế hệ. ARMY tượng trưng cho 'tuổi thành niên' của giới trẻ, trong đó việc sản xuất và sức ảnh hưởng văn hóa không chỉ mang tính toàn cầu mà còn có ý nghĩa, đồng thời là nơi giới trẻ có thể tham gia tích cực vào các hoạt động chính trị và xã hội."

## Hoạt động khác

### Quảng cáo
BTS bắt đầu hợp tác với Puma kể từ năm 2015, ban đầu là đại sứ thương hiệu của Puma Hàn Quốc trước khi mở rộng hợp tác để trở thành đại sứ thương hiệu toàn cầu vào năm 2018 và quảng bá cho bản phối lại của dòng sản phẩm "Turin" và "Sportstyle" trên toàn cầu. Năm 2019, BTS ký hợp đồng với Fila để quảng bá cho dòng trang phục thể thao của thương hiệu. BTS còn từng là đại sứ thương hiệu toàn cầu cho dòng điện thoại của LG Electronics và dòng xe SUV "Palisade" hàng đầu năm 2019 của Hyundai Motors cũng như dòng xe SUV "Nexo" chạy bằng pin nhiên liệu hydro. BTS là đại sứ thương hiệu toàn cầu cho giải đua xe điện Formula E nhằm nâng cao nhận thức về việc xe điện có thể giúp giảm thiểu biến đổi khí hậu. Năm 2020, BTS hợp tác với Samsung Electronics, phát hành phiên bản giới hạn theo chủ đề BTS cho Galaxy S20+ và Galaxy Buds+. Với tư cách là nhóm nhạc nam đầu tiên hợp tác với thương hiệu thời trang Dior, BTS đã diện những trang phục thuộc bộ sưu tập Xuân–Hè năm 2019 của nhà thiết kế Kim Jones trong buổi hòa nhạc của nhóm tại Stade de France. Nhóm trở thành đại sứ thương hiệu toàn cầu cho Louis Vuitton vào tháng 4 năm 2021.

### Từ thiện
BTS được biết đến với những nỗ lực từ thiện. với nhiều thành viên là thành viên của các câu lạc bộ quyên góp có uy tín như UNICEF Honors Club và Green Noble Club, để ghi nhận quy mô và tần suất quyên góp của họ. Họ cũng đã nhận được giải thưởng cho các khoản đóng góp của họ, với một thành viên nhận được giải thưởng từ Patron of the Arts Awards sau khi quyên góp cho lĩnh vực nghệ thuật, và BTS nói chung nhận được giải thưởng từ UNICEF Inspire Awards cho chiến dịch Love Myself của họ. Họ thường quyên góp một cách riêng tư, với sự bảo trợ của họ sau đó được công khai bởi các tổ chức mà họ hỗ trợ và các phương tiện truyền thông. Những nỗ lực của nhóm cũng thúc đẩy người hâm mộ của họ cũng tham gia vào các hoạt động từ thiện và nhân đạo khác nhau, và đôi khi thậm chí còn tương ứng với các khoản quyên góp của BTS.

## Giải thưởng
BTS đã nhận được nhiều giải thưởng xuyên suốt sự nghiệp của họ. Họ liên tiếp đoạt giải Nghệ sĩ mạng xã hội hàng đầu tại Billboard Music Awards kể từ năm 2017; là nhóm nhạc K-pop duy nhất đoạt giải Bộ đôi/Nhóm nhạc hàng đầu tại Billboard Music Awards năm 2019; và là nhóm nhạc nhận được nhiều giải thưởng nhất trong lịch sử Billboard Music Awards tính đến năm 2022 với tổng cộng 12 giải thưởng. BTS cũng là nhóm nhạc K-pop duy nhất đoạt giải Ban nhạc/Cặp đôi/Nhóm nhạc Pop/Rock được yêu thích nhất và Nghệ sĩ mạng xã hội được yêu thích nhất tại American Music Awards và trở thành nghệ sĩ châu Á đầu tiên trong lịch sử chương trình đoạt giải Nghệ sĩ của năm vào năm 2021. Họ là nghệ sĩ nhạc pop Hàn Quốc đầu tiên được đề cử giải Grammy Awards và là nghệ sĩ Hàn Quốc đầu tiên được đề cử giải Brit. Với tổng cộng 30 giải thưởng, trong đó có kỷ lục đoạt giải Nghệ sĩ châu Á của năm trong 4 năm liên tiếp, BTS là nghệ sĩ nước ngoài nhận được nhiều giải thưởng nhất trong lịch sử Japan Gold Disc Awards. Họ cũng nhận được tổng cộng 50 giải thưởng tại MAMA Awards.

## Thành viên
In đậm là trưởng nhóm
| Hình ảnh | Nghệ danh | Nghệ danh | Tên khai sinh  | Tên khai sinh | Tên khai sinh | Tên khai sinh   | Vai trò                                                | Ngày sinh         | Nơi sinh                        | Quốc tịch |
| Hình ảnh | Latinh    | Hangul    | Latinh         | Hangul        | Hanja         | Hán Việt        | Vai trò                                                | Ngày sinh         | Nơi sinh                        | Quốc tịch |
| -------- | --------- | --------- | -------------- | ------------- | ------------- | --------------- | ------------------------------------------------------ | ----------------- | ------------------------------- | --------- |
|          | Jin       | 진        | Kim Seok-jin   | 김석진        | 金碩珍        | Kim Thạc Trân   | Vocalist, Visual                                       | 4 tháng 12, 1992  | Gwacheon, Gyeonggi-do, Hàn Quốc | Hàn Quốc  |
|          | Suga      | 슈가      | Min Yoon-gi    | 민윤기        | 閔玧其        | Mẫn Doãn Kỳ     | Lead Rapper                                            | 9 tháng 3, 1993   | Buk-gu, Daegu, Hàn Quốc         | Hàn Quốc  |
|          | J-Hope    | 제이홉    | Jung Ho-seok   | 정호석        | 鄭號錫        | Trịnh Hào Tích  | Sub Rapper, Main Dancer, Sub Vocalist                  | 18 tháng 2, 1994  | Buk-gu, Gwangju, Hàn Quốc       | Hàn Quốc  |
|          | RM        | 알엠      | Kim Nam-joon   | 김남준        | 金南俊        | Kim Nam Tuấn    | Main Rapper                                            | 12 tháng 9, 1994  | Dongjak-gu, Seoul, Hàn Quốc     | Hàn Quốc  |
|          | Jimin     | 지민      | Park Ji-min    | 박지민        | 朴智閔        | Phác Trí Mẫn    | Lead Vocalist, Main Dancer                             | 13 tháng 10, 1995 | Geumjeong-gu, Busan, Hàn Quốc   | Hàn Quốc  |
|          | V         | 뷔        | Kim Tae-hyung  | 김태형        | 金泰亨        | Kim Thái Hưởng  | Vocalist                                               | 30 tháng 12, 1995 | Seo-gu, Daegu, Hàn Quốc         | Hàn Quốc  |
|          | Jungkook  | 정국      | Jeon Jung-kook | 전정국        | 田柾國        | Điền Chính Quốc | Main Vocalist, Lead Dancer, Sub Rapper, Center, Maknae | 1 tháng 9, 1997   | Buk-gu, Busan, Hàn Quốc         | Hàn Quốc  |

## Danh sách đĩa nhạc
| Album phòng thu tiếng Hàn - Dark & Wild (2014) - Wings (2016) - Love Yourself: Tear (2018) - Map of the Soul: 7 (2020) - Be (2020) | Album phòng thu tiếng Nhật - Wake Up (2014) - Youth (2016) - Face Yourself (2018) - Map of the Soul: 7 – The Journey (2020) |

## Danh sách phim
Phim điện ảnh
- Burn the Stage: The Movie (2018)
- Love Yourself in Seoul (2019)
- Bring the Soul: The Movie (2019)
- Break the Silence: The Movie (2020)
- BTS: Permission to Dance on Stage – LA (2022)
- BTS: Yet to Come in Cinemas (2023)

Chương trình trực tuyến
- Run BTS (2015–nay)
- BTS In the Soop (2020–2021)

## Lưu diễn
- The Red Bullet Tour (2014–2015)[421][422]
- Wake Up: Open Your Eyes Japan Tour (2015)[423][424][425]
- The Most Beautiful Moment in Life On Stage Tour (2015–2016)[426]
- The Wings Tour (2017)[427]
- Love Yourself World Tour (2018–2019)[428][429]
- Map of the Soul Tour (2020; đã hủy)
- Permission to Dance on Stage (2021–2022)